# Історія Ковеля

## Ковель за Польщі
Після укладення Ризького миру в 1921 році Ковель майже два десятиріччя перебував під владою Польщі. За переписом 1921 року, в місті було близько 21 тисячі жителів, основна частина яких займалася ремеслами, торгівлею, сільським господарством, працювала на залізничному вузлі.
Ще не встигли висохнути чорнила, яким польський уряд підписав Ризький мирний договір, як уже 21 травня 1921 року волинський воєвода Кжаковський видав наказ про заборону української мови в навчальних закладах і установах воєводства. На Волині, як і по всій Західній Україні, ліквідуються школи, українські газети, закриваються навіть церкви. Українців не приймали на службу в державні установи. Українське слово всюди переслідується, все українське проголошується ворожим польській державі.
Газета «Вісті» підкреслювала: «Така поведінка польської вищої адміністрації є характерною для польської політики на Волині та Холмщині, яка прагне до полонізації населення вказаних місцевостей в найкоротший термін». З метою розпалення національної ворожнечі, розколу єдності українських і польських громадян польська влада навмисне давала «переваги» польським робітникам і селянам перед українськими. Внутрішня політика польського уряду в цей час, як і пізніше до самого кінця свого існування, була політикою терору, провокацій і шантажу у відношенні до українців.
Досить сказати, що уряд Польщі навмисно організовував різного роду провокації з метою придушення революційного руху українців і кривавої над ними розправи. В статті «Польські насильства на Волині» газета «Вісті» писала: "Польська адміністрація східних окраїн Польщі і особливо на Волині нацьковує на тих громадян, що під час виборів до сейму не голосували за урядових кандидатів. Насильства польської влади на українських землях викликали обурення всього передового людства. Щоб заспокоїти світову громадськість, уряди Франції і Англії виступили з «докором» уряду Польщі за його знущання над українським населенням.
Гостра економічна криза і неспроможність польського уряду вивести економіку країни з стану післявоєнної розрухи, що вже з самого початку існування Польщі, як самостійної держави, ставили її в залежність від інших, більш потужних держав, ще більше посилювали революційну кризу в країні, зокрема, на Волині. Комендант Волинського окружного управління поліції 17 травня 1921 року доносив в Міністерство внутрішніх справ: «Стан безпеки в окрузі незадовільний. Не підлягає сумніву, що українці на Волині знаходяться під сильним впливом українців з Малої Польщі, мріють про незалежність і працюють над здійсненням своїх планів. Більшовицька агітація взагалі і особливо в прикордонних повітах є значною». Крім економічного і політичного гноблення, польський уряд проводив політику покатоличення і полонізації українського населення.
1922 рік на Волині ознаменувався страйками, в тому числі й кравців Ковеля. В січні 1922 року мешканці приміського села Колодниця Лаховський Семен Лукич, Мигула Роман Родіонович (загинув під час Другої світової війни) та інші організували комуністичний осередок. В цей час такий же виник у Ковелі. В його склад входило 12 чоловік, зокрема К. Й. Коптій (загинув від рук польської поліції у 1934 році). При активній участі його членів організовується такий же осередок в селі Городище Старо-Кошарівської гміни Ковельського повіту.
Всі ці осередки, перебуваючи в глибокому підпіллі, поступово розгортають активну роз'яснювальну роботу серед робітників і селян, гуртують їх в ряди в єдиному фронті польських, українських, білоруських, єврейських громадян на боротьбу проти польського уряду. Наприкінці 1922 — на початку 1923 року на Волинь прибуває Іваненко Григорій Васильович (псевдо «Незнайко», «Михальський») для розбудови мережі КПЗУ. Він зупиняється у Ковелі, як основному промисловому центрі Волині, де була найбільш міцна і бойова підпільна організація. Ковельський повітовий староста 22 травня 1923 року доносив волинському воєводі, що Ковельський повіт є центром революційного руху на Волині. Різні агітатори, як і ті, що прийшли, розагітували і дуже вороже настроїли місцеве населення до польської держави.
В 1923 році у Ковелі страйкували візники, робітники електростанції, шкіряного заводу. На відміну від попередніх ці страйки були тривалими. В грудні у місті вже страйкувало 150 робітників кравецьких майстерень. У 1924 році покинули роботу пекарі. До складу їх страйкового комітету увійшли Сегал (голова, член КПЗУ), Стажинський і Боксер. Страйкарі вимагали 8-годинного робочого дня, підвищення заробітної плати. Страйк продовжувався 16 днів.
Військове міністерство в 1924 році сформувало спеціальний каральний прикордонний загін. Командиром цього корпусу було призначено запеклого реакціонера генерала Ридз-Смігли. На Волині вводиться військове становище, було заборонено всякого роду збори і навіть сільські сходи. В лютому-квітні 1924 року в Ковельському та інших повітах пройшла хвиля арештів. Загалом в шести повітах (разом з Ковельським) було арештовано понад 300 чоловік, "яких закували по чотири в залізні ланцюги і, оточивши хмарою поліції та війська, штовхаючи і б'ючи, транспортовано до в'язниці Луцька.
Катування арештованих, обшуки, жахливий тюремний режим, судові процеси — ось що характеризує політику «оздоровлення» краю. Тюрми на Волині були переповнені до крайності. Політичних арештованих розміщували в одних камерах з бандитами, їжу видавали один раз на день, українців лишали права на одержання українських книг, а також права на півгодинну прогулянку по тюремному подвір'ї. Багато політичних в'язнів сиділи в тюрмі біля року без всякого обвинувачення.
Довгі місяці мучилася в Ковельській тюрмі в очікуванні суду хвора на туберкульоз українська поетеса, голова Турійського соціал-демократичного осередку Ганна Жешко. Цей діагноз змушений був підтвердити тюремний лікар. Вірші незвичайної дівчини-полонянки, як потім розповідатимуть про неї, передавав на волю Вацлав Нєдзєляк, молодий хлопець-наглядач, з яким заприятелювала поетеса. Розуміючи, що дефензива лише намарно тягне час, намагаючись фізично знищити арештованих, Ганна Жешко оголошує голодовку, відмовляється від вживання будь-яких ліків. Вимагає лише одного — негайного і справедливого суду. Більш як через рік, 24 травня 1924 року в Ковелі відбувся судовий процес, згідно з вироком Ганну Жешко засуджено на 4 роки ув'язнення, її брата Всеволода Жешка, Онисима Набатича та Андрія Полончевського — на 2 роки. Апеляційний суд, що відбувся в Любліні, скасував цей вирок і визнав усіх заарештованих невинними. Таким чином, лише через два роки члени підпільного осередку були звільнені з ув'язнення.
Початок 1925 року характеризувався дальшим загостренням обстановки. В Ковелі збільшується військовий гарнізон. У Ковельському повіті організовується відділ таємної поліції, посилюється поліцейська команда. Якщо у 1921 році було 5-7 поліцейських, тепер стало 20-30. Легальне культурно-освітнє товариство «Просвіта», яке перебувало під впливом КПЗУ, забороняється. Її майно конфісковується. Замість «Просвіти» згодом було організовано «Рідну хату». З кожним днем посилюється терор. Щоб розправитися з підпільниками, поліція вдається до організації «актів саботажу». Шукаючи нових шляхів для придушення революційного руху в країні і особливо на окраїнах, польський уряд доручає всім воєводам дати свої пропозиції щодо «оздоровлення кресових відношень». Особливо яскравим з цього приводу був проект волинського воєводи Ольшевського, за яким воєвода повинен мати необмежені права у всіх питаннях. Для боротьби проти революційних виступів цей воєвода пропонує створити спеціальні «летучі каральні загони», яким надається необмежене право геть до розстрілу підозрілих на місцях.

Обкладинка журналу про будівництво костелу.

В результаті поліцейської провокації, в ніч на 1 квітня 1925 року в Ковелі та інших містах Волині прокотилась небачена до того часу хвиля масових арештів. Для їх проведення, польська влада, крім поліції, сконцентрувала і військових. Арештованих було так багато, що в Ковелі було закрито кінотеатр «Оаза» і одну з міських шкіл і їх приміщення були пристосовані під тимчасову тюрму. Арештованих піддавали жорстоким тортурам. Їх завертали у вогкі простирадла і били гумовими палицями, щоб не було видно слідів побиття. В Ковельській тюрмі покалічені Вітюк, Білінський, Білоус, Шум, Миронюк. Так польська вояччина проводила "оздоровлення кресових відношень. Дикий терор польського уряду проти західноукраїнських робітників і селян викликав обурення всього прогресивного людства світу. В ряді країн відбулись мітинги і збори, на яких висловлювався протест і вимоги від польського уряду припинення знущань над мешканцями Західної України. Квітневі арешти завдали відчутного удару організації КПЗУ.
Волинське воєводське управління поліції у своєму звіті за листопад 1925 року констатувало, що пануюча господарська криза дуже відчувається і на території воєводства. Зовсім припинено роботу на тютюновій фабриці в Ковелі. «Бюлетень Волинського окружкому КПЗУ» за січень 1926 року висвітлював причини еміграції бідноти за кордон, зокрема в США, Канаду, Аргентину, в пошуках роботи і хліба. В ній роз'яснювалось, що жорстокий економічний і національний гніт, повне безправ'я, безземелля, голод і злидні є основними причинами, які примушують злидаря їхати «в світ за очі».
У 1926 році в Ковелі відмовилися працювати кравці і друкарі. Страйкарі перемогли: було запроваджено 9-годинний робочий день, збільшено заробітну плату. У свою чергу, власті розпочали репресії. 18 червня 1926 року Ковельський суд засудив 31 члена КПЗУ, в тому числі організаторів перших підпільних осередків на Волині В. Т. Малашевського, С. Л. Лаховського, М. Ф. Олексюка, Г. К. Парфенюка, Р. Р. Мигулу, М. Ф. Лесюка, С. Гушинця. Навіть польська проурядова газета «Кур'єр поранни» змушена була визнати, що Ковельський процес був «найбільш суворим процесом з усіх дотеперішніх політичних процесів, що відбувалися на Волині».
У наступному, 1927 році, в Ковелі страйкували робітники меблевої фабрики, які висунули вимогу скоротити робочий день, збільшити зарплату, визнати профспілку як їх повноважного представника. Адміністрація відмовилася. Страйкарів підтримали робітники інших підприємств Ковеля, зокрема друкарі та пекарі. Саме на той час друкарі мали багато замовлень на виготовлення документації до виборів місцевого самоуправління. Після тривалої боротьби адміністрація фабрики змушена була підписати колективний договір, а також погодитись на контроль профспілкової організації за його виконанням. Більшість робітників у Ковелі, як і скрізь, працювала неповний робочий тиждень, заробітна плата все далі знижувалась. Особливо нестерпними були умови праці жінок і дітей. Досить вказати, що так званий «Промисловий статут», виданий в 1927 році, не встановлював тривалості робочого дня для дітей і підлітків. Він цілковито залежав від власника підприємства. Тарифні ставки жінок, підлітків і дітей нерідко складали ½ і навіть ⅓ зарплати дорослого робітника. Ріст дорожнечі, збільшення податків, які йшли на утримання армії і розбухлого державного апарату, важким тягарем лягали на плечі громадян. «8-годинний робочий день! Підвищити заробітну плату! Визнати наші профспілки!» — ось основні вимоги, з якими боролися страйкуючі у 1928 році в Ковелі пекарі. Поряд з економічними, страйкарі висували і політичні вимоги.
Члени повітового комітету КПЗУ, на чолі якого в цей час була Ф. Юзв'якова в ніч на 22 січня 1928 р. перейменували центральні вулиці Ковеля на вулиці Леніна, Лібкнехта та Люксембург. Незважаючи на те, що поліція ранком позривала таблички з новими назвами вулиць, підпільники продовжували називати їх новими іменами.
Прогресивна газета «Сель-Роб» 27 травня 1928 р. повідомляла, що в Ковелі робітники і селяни, незважаючи на суворе попередження і заборону поліції зібрались 1 травня перед будинком профспілки на мітинг. На наказ комісара поліції розійтись, «зібрані відповіли окликом „Хай живе 1 Травня“ і з співом „Інтернаціоналу“ демонстративним походом рушили в напрямку староства. Піша поліція кілька разів намагалася розбити похід, але похід збирався знову. Відділ поліції загородив вулицю. Тоді похід перемінився у демонстративне віче. Заговорили промовці та понеслися протифашистські і протиімперіалістичні оклики. Поліція кинулась розганяти віче. Кількох робітників поранено. Явився сильний відділ кінної поліції і шаблями наголо розбив демонстрацію. Арештовано близько 40 осіб, з яких 15 залишається під арештом до цього часу». Важливу роль у згуртуванні людей відігравала легальна газета «Сель-Роб». Під час виборів до сейму в 1930 році за список робітничо-селянських кандидатів по Ковельському виборчому округу голосувало 28 тисяч чоловік, а з 5 кандидатів у посли сейму були обрані 4 комуністи. Такою була відповідь громадян на діяльність властей.
Влітку 1930 р. польська влада розпочала криваву розправу над місцевим населенням, передусім над українцями, яку вона цинічно назвала «пацифікацією» (заспокоюванням), внаслідок чого в Західній Україні було спалено 800 сіл, розстріляно, повішано, забито до смерті сотні людей. Проти звірячої розправи з народними масами Західної України піднялось все прогресивне людство. Величезна хвиля протесту проти дій польської влади прокотилася як в самій Польщі, так і в Радянському Союзі, в країнах Західної Європи, США. Всю трудящі висловлювали своє величезне обурення терором проти західноукраїнського населення.
Однією з форм боротьби комуністичного підпілля проти польського уряду були диверсії на залізниці, псування телеграфних та телефонних ліній. 16 січня 1930 року на 239 кілометрі залізничної колії Ковель — Любитів між стовпами 129 і 131 було зірвано телефонний дріт. В ніч на 16 жовтня на 208 кілометрі залізничної колії Мацеїв — Ковель закладено на колійових рейках старий залізний обід, що викликало сильний струс пасажирського поїзда № 811, який йшов з Мацеєва в Ковель. Восени 1930 р. прокотилась нова хвиля масових арештів комуністів. Орган УНДО газета «Діло» 27 вересня 1930 року писала, що «всяка влада покликана для того, щоб з такими явищами (революційним рухом) вести боротьбу». Дефензива застосовувала тортури, провокацію, шантаж, щоб знищити підпілля. 1 листопада 1930 р. в Ковелі було засуджено 63-х членів КПЗУ, серед них — керівників ковельських комуністів — Ф. Юзв'якову, В. Фейдака, І. Полончевського, А. Денисюка.
1 травня 1931 р. підпільники розкидали по вулицях Ковеля революційні прокламації, газету «Прапор», відозви польською і українською мовами: «До страйкової боротьби проти атак капіталізму». В Ковельському повіті власті кинули за ґрати 150 чоловік. У місті було влаштовано черговий судовий процес. 13 червня 1931 року засудили 41 члена КПЗУ, в тому числі організаторів першотравневої демонстрації в Маневичах Г. Ю. Савчука, І. Д. Смійчика і керівника тамтешньої організації КПЗУ С. О. Борисюка. У ніч з 22 на 23 вересня 1931 р. поліцією була проведена в Ковелі «ліквідація» осередку націоналістичної організації УВО. Було заарештовано і згодом засуджено племінника Лесі Українки поета Юрія Косача, Іллю Куницю, Мирослава Онишкевича, Зиновія Сомчинського, Сергія Сомчинського, Павла Вітрика і В. Маркевича на 1 рік тюрми. 1 грудня 1931 р. в Ковелі закінчився судовий процес над 83 членами КПЗУ. 77 чоловік, в тому числі С. Макарчука, Ф. Троця, В. Наумчика, К. Сарапіна, К. Хлопука, які очолювали Ковельську організацію КПЗУ, були засуджені на довгорічне ув'язнення.

Вулиця Луцька в Ковелі (1930-ті рр.)

Арешти наприкінці 1930 і на початку 1931 року завдали тяжкого удару до Ковельської організації КПЗУ. При цьому національні партії, зокрема, УНДО (Українське народне демократичне об'єднання), УСДП (Українська соціал-демократична партія), УВО (Українська військова організація) виправдовували жорстку політику польського уряду стосовно комуністів та їхньої терористичної діяльності. Волинський воєвода в жовтні 1932 року в своєму рапорті писав, що комуністи через організацію «Сельроб-Єдність» поширюють серед населення ідеї про неминучість революції. «Ковельський повіт особливо добре охоплений мережею сельробівських організацій, які дуже активно діють на широкі маси населення, користуючись своєю легальністю. Внаслідок безкарної діяльності злочинного „Сельробу“ виникли, і особливо серед сільського населення, настрої і переконання про безсилля властей. Цей небезпечний психоз мав своїм наслідком поширення революційних настроїв». На конференції Ковельської організації КПЗУ, яка відбулась в липні 1932 року в лісі між селами Смоляри і Троянівка, керівники партизанських загонів поставили вимогу перед окружкомом і особисто перед О. В. Коцко ввійти з пропозицією в Центральний комітет про підняття збройного повстання. Восени 1932 року в Ковельському повіті партизанські загони вже громлять поліцейські постерунки, панські фільварки, садиби багатіїв і осадників.
Польський уряд, прагнучи знешкодити революційний рух, надсилає в Західну Україну і, зокрема, на Волинь численні загони військ. Лише в Ковельському повіті було сконцентровано 8.000 поліцейських, 4 ескадрони кінноти, 3 піхотних полки (24-й, 44-й і 50-й), 4 танкетки і 4 військових літаки. Воєнні каральні експедиції руйнували і палили села, катували і розстрілювали селян, сотні людей кинуті в тюрми. Від рук пацифікаторів в Ковельському повіті загинули активісти Йосип Потарський, Павло Турчин, Сава Михалевич, Тарас Карпук, Семен Абрамчук. Лище за ці дні в Ковелі було арештовано 169 чоловік, в тому числі О. В. Коцко, С. Букатчук, Ф. Трохимчук, А. Лукашук. Від рук дефензиви 12 вересня 1932 року загинули на шибениці в Ковелі організатори збройних нападів на польські власті Андрій Копанчук, Петро Мельник, а 15 вересня — А. Іляшук, С. Оліферчук і Т. Д'як. В 1932 році було заборонено діяльність організації «Сельроб-Єдність», закрито прогресивний журнал «Вікна». В Ковелі пройшов мітинг протесту проти насильства, на якому було понад 1.000 чоловік (організацію його комуністи приписали собі).
Ковельський окружний комітет КПЗУ мав підпільну друкарню, що містилася в селі Шкурат, якою керувала Антоніна Дорощук (після війни працювала головою Ратнівської селищної ради народних депутатів), де друкувалися листівки. 11 січня 1934 року в Ковелі розпочався масовий страйк, в якому взяли участь і селяни навколишніх сіл. Поліція вчинила масові арешти: з 20 по 23 січня тут було ув'язнено понад 100 чоловік.
У звіті про стан безпеки у Волинському воєводстві за травень 1934 року міститься така інформація: 6 травня 1934 р. в приміщенні Союзу українок у селі Шайно (тепер — Журавлине Старовижівського району) відбулося зібрання членів ОУН за участі Євгена Шума, Василя Полака, Арсена Полака, Омеляна Лавренюка та Марка Лавренюка, який сказав, що 24 квітня 1934 р. був в адвоката Підгірського в Ковелі, від якого отримав наказ: розпочати акції, спрямовані на поширення українського націоналізму серед суспільства і влаштування походу на «Козацькі Могили», насипані 1929 року членами ОУН у селі Шайно. В службовій характеристиці організаційного стану ОУН за 1934 рік вказано, що до видатних діячів ОУН належали адвокат Самійло Підгірський та його секретар Павло Вітрик.
22 травня 1934 року в Ковелі розпочався процес над 56 членами КПЗУ, серед яких були Сазон Букатчук і Ольга Коцко. Незважаючи на насильства поліції і покарання суддів в ході судового процесу, підсудні використали судову трибуну для критики польської влади. В першу хвилину початку суду всі підсудні встали на честь своїх товаришів, які загинули в революційній боротьбі, і заспівали «Ви жертвою в бою нерівнім лягли». Ольга Коцко під час читання акту обвинувачення встала і категорично зажадала, щоб цей акт читався українською мовою. В своєму виступі на суді вона заявила: «За час польської окупації я другий раз стаю перед польським судом, але судити мене може тільки історія. І я прийшла сьогодні на суд, щоб обвинуватити польський фашистський уряд в злочинах, які він робить над трудящими в лиці воєнно-польових судів, лісі шибениць і довгорічних тюрем, бо єдиним методом цього уряду, що позбавив робітників і селян їх прав, є насильство. Від підсудних в ході слідства зізнання здобуті тортурами. Тут немає перед ким захищатись. Я буду відповідати лише перед судом трудящих».
Заключне засідання суду перетворилось в могутню демонстрацію протесту проти терору польських властей. На вирок суду підсудні відповіли співом «Інтернаціоналу». Всіх підсудних, зокрема, О. Коцко, С. Букатчука, Ф. Трохимчука, М. Судника засудили до десяти-п'ятнадцяти років тюрми і каторги. Цей та інші судові процеси викликали в країнах Європи хвилю протестів проти мордувань у катівнях польської дефензиви. Під тиском народних мас польський уряд змушений був оголосити часткову амністію для політичних в'язнів.
За даними поліції, 1935 року до складу повітової екзекутиви ОУН у Ковелі входили адвокат Самійло Підгірський, Олександр Калюжний, Василь Капелюшний, Тиміш Колот та Павло Вітрик. В таємній інформації до міністерства внутрішніх справ від 25 листопада 1935 року С. Підгірського характеризують як одного з провідних націоналістичних діячів Волині та Полісся: «Адв. Самійло Підгірський є також законспірованим мужем довір'я ОУН і відіграє велику роль в організації націоналістичного руху на терені Ковельського повіту. До нього теж переважно зголошуються емісари зі Львова, які спрямовувалися на Волинь, чи також на Полісся. Подібну роль серед жінок відіграє дружина Підгірського, голова Союзу українок, яка останнім часом розпочала акцію організації в сільських місцевостях т. зв. „жіночих гуртків“, які мають за завдання виховання дітей в націоналістичному дусі і утвердження їх в переконанні про необхідність боротьби за незалежність і готовності жертви».
В Ковелі у квітні 1935 року закінчився перемогою двотижневий страйк робітників швейних майстерень. Страйкували будівельники. Страйки робітників поєднувались з виступами селян і сільськогосподарських робітників ряду гмін Ковельського повіту за підвищення заробітної плати, скорочення робочого дня. Волинський воєвода відмічав, що «найбільшими центрами безробіття на Волині є міста Луцьк, Рівне, Ковель». 1 травня 1935 року колону селян з Нових Кошар і Черкас Ковельського повіту, що прямувала до Ковеля на мітинг, розігнала поліція, закидавши демонстрантів гранатами із сльозогінним газом. Від рук поліцейських загинули активісти Ковельської організації КПЗУ Клим Коптій, Іван і Кирило Сарапіни. У зведенні конфіденційних повідомлень від 2 липня 1936 року, опрацьоване суспільно-політичним відділом Волинського воєводського управління, говориться: «В Ковельському повіті була посилена націоналістична пропаганда, причому акцією на тому терені керують: Марченко, Бурий, Коханський, NN інженер з Ковеля за посередництвом адв. Підгірського з Ковеля». Агент поліції «Вітер» доповідав: «Націоналістична праця в Ковелі групується навколо особи адвоката Підгірського, а також його секретаря Вітрика Павла, вже караного 2-літнім ув'язненням за діяльність ОУН». Тому Павло Вітрик 1935 року на три місяці потрапив до Берези Картузьської, а 28 (за іншими даними — 29 серпня) 1936 року його знову арештовано, цього разу у справі Марченка і товаришів. Кінець кінцем постійні переслідування польської поліції змусили його нелегально виїхати за кордон.
Особливої гостроти набрали революційні виступи восени 1936 року, коли польська поліція провела найкривавішу розправу за весь час так званої «пацифікації». Лише в одному Ковелі поліція замордувала 50 селян. В місті польські власті створили великий концентраційний табір на зразок Берези Картузької. Поліцейські по черзі нападали на села Ковельського повіту, руйнували оселі селян, катували населення. Руїни і попіл, сльози і кров — такі криваві сліди залишали за собою карателі. Страйкувала вся Ковельщина.
Волинський воєвода доносив у Міністерство внутрішніх справ, що в Ковелі 7 вересня 1936 року зовсім не було ярмарку, бо селяни на нього не приїжджають. Ціни на хліб, м'ясо, картоплю і інші сільськогосподарські продукти піднялись. Під час економічної кризи, що охопила Польщу в 1937 році, становище ковельчан різко погіршилось. У грудні 1937 року в Ковелі налічувалося понад 840 безробітних. У 1938–1939 роках боротьба підпілля ще більше посилилась. В умовах наростання революційного руху в країні лютував терор. В 1938 році в Ковельському повіті було заарештовано 702 чоловіка. Ще більше шаленіє реакція в 1939 році. Лише за період з січня по серпень в Ковельському повіті було ув'язнено в Березу Картузьку 56 чоловік. Важке матеріальне становище поєднувалось з лютою асиміляторською політикою польського уряду, що мав на меті задушити і ліквідувати українську культуру, ополячити українське населення. Міністр іноземних справ Польщі Бек цинічно заявляв кореспондентам іноземних газет, що закриття українських шкіл зв'язано з «дикістю українського народу». «Польські правлячі кола зробили все можливе для того, щоб погіршити відносини з національними меншостями і довести їх до крайнього напруження». Польська держава доживала свої останні дні.
У вересні 1939 року, коли нацистська Німеччина розпочала Другу світову війну, Червона Армія взялася окуповувати східну частину Польщі, «врятуючи місцеве населення від загрози поневолення». Комуністи, вийшовши з підпілля, почали створювати збройні загони. Вже 17 вересня 1939 року такий загін із колишніх політв'язнів роззброїв у Ковелі поліцію. Було створено ревкомітет, який почав запроваджувати революційний порядок, роззброював польські військові загони. Очолювали ревком колишні політв'язні В. М. Західний, М. В. Козакевич та інші. 19 вересня в Ковель вступили радянські війська, їх палко зустріли мешканці міста.

## Ковель початку XX століття
Під впливом революційного руху у великих промислових регіонах російської імперії ковельчани почали ставати на шлях організованої боротьби. В жовтні 1903 року застрайкували залізничники Ковеля. Вони вимагали «повалення царизму і встановлення демократичної республіки».
В Ковелі, як і всюди на Волині, все частіше поширюються більшовицькі ідеї. Через місто проходив шлях, по якому переправлялась з-за кордону в Росію нелегальна література, зокрема газета «Искра». В жовтні 1904 року начальник жандармського губернського управління доповідав, що в Ковелі і Ковельському повіті знайдено 30 номерів газети «Искра», а також матеріали другого з'їзду РСДРП та іншу нелегальну літературу, вагою до восьми пудів. У цей час тут поширились революційні прокламації житомирської організації РСДРП. В них закликались маси «до збройної боротьби проти самодержавства за встановлення влади трудящих».

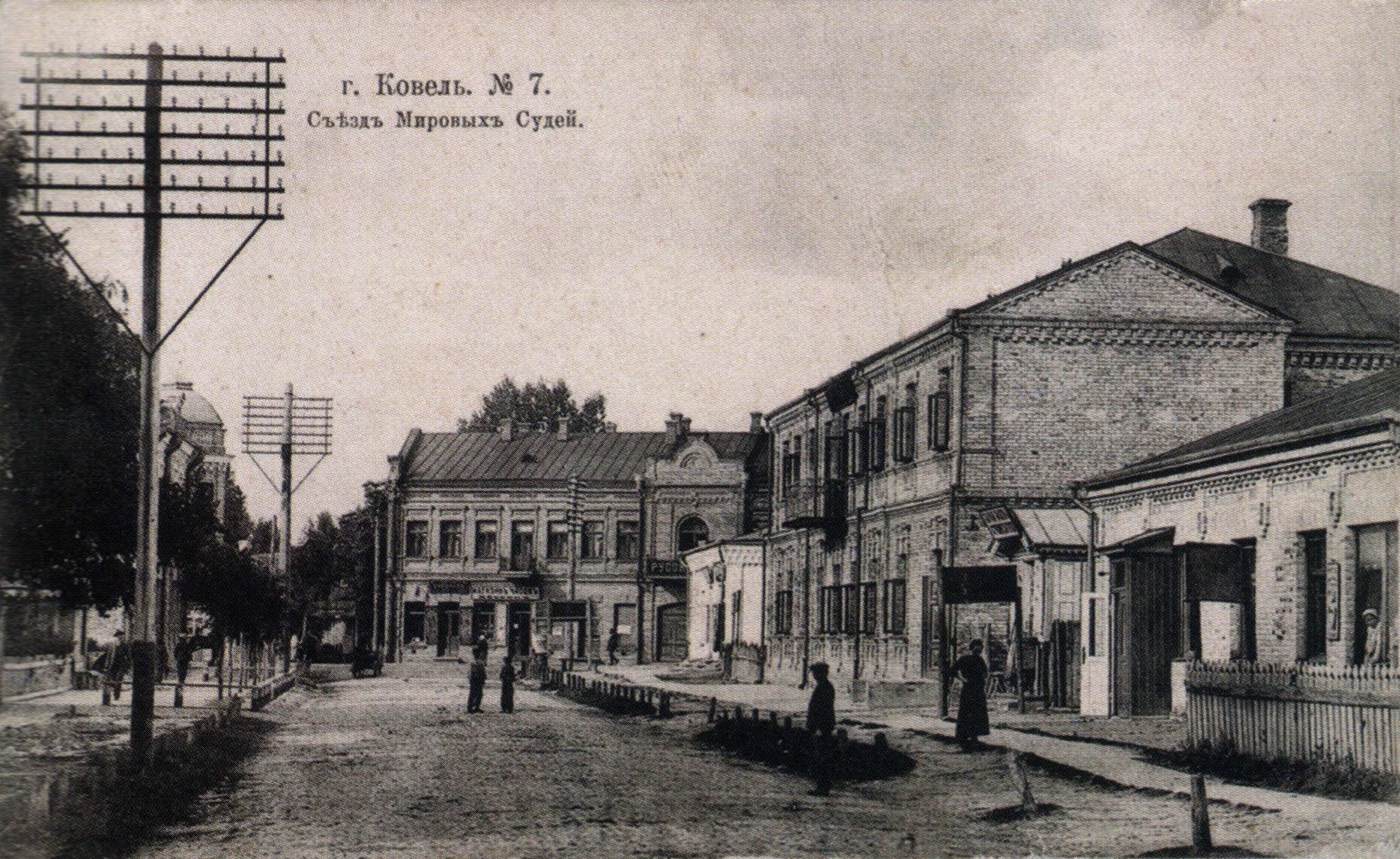
З'їзд мирових суддів, 1913 р.

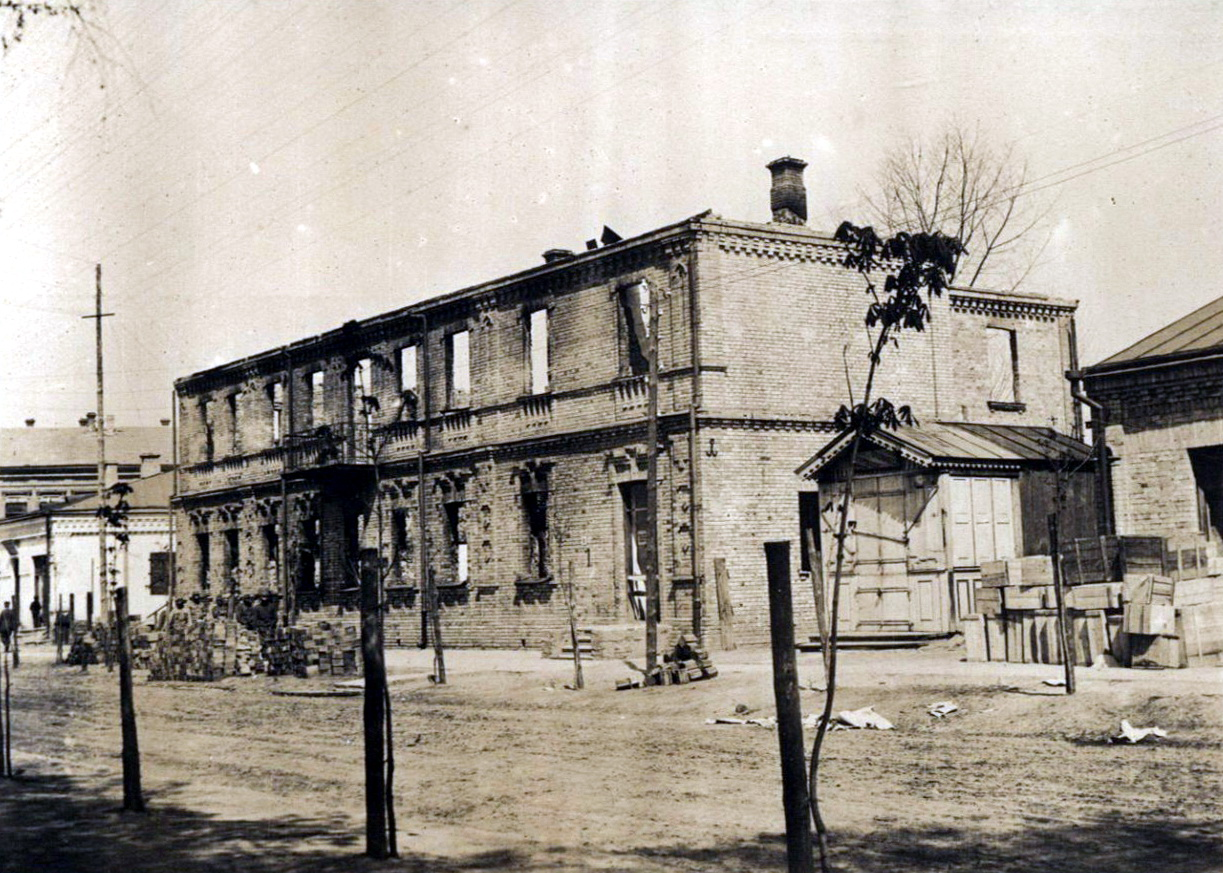
Руїни того ж будинку, 1915 р.

В липні 1905 року в Ковелі застрайкували муляри, пічники, теслярі і фарбувальники. Вони вимагали скорочення робочого дня з 14 до 10 годин з перервою півгодини на сніданок і півтори години на обід, збільшення зарплати на 20-25 процентів і запровадження розрахункових книжок. У цьому ж місяці застрайкували також кравецькі підмайстри, шевці, вимагаючи скорочення робочого дня і збільшення зарплати.
Однак найбільшого розмаху набрав страйк залізничників. Ініціаторами виступу були робітники депо. 15 жовтня 1905 року Ковельський повітовий справник повідомляв начальника Волинського губернського жандармського управління, що «14 жовтня службовці залізниці остаточно припинили роботи і оголосили страйк. Рух поїздів припинено, залізничні колії охороняються військами. Щоб запобігти безладам у Ковелі, туди посилаються піші воєнні патрулі і кінні роз'їзди від 19-го драгунського Кінбурнського полку».
Залізничники закликали й інших ковельчан приєднатися до них. Найбільш ненависних чиновників адміністрації страйкарі сажали на тачку і вивозили на смітник. Жандарми умовляли робітників припинити страйк і повернутись на роботу. Страйкарі добились деяких поступок: їм скоротили робочий день, усунули ненависних чиновників.
Навесні 1906 року на Волині була створена соціал-демократична організація Південно-Західної залізниці, яка на вузлових станціях, в тому числі і на станції Ковель, мала своє вузлове бюро.

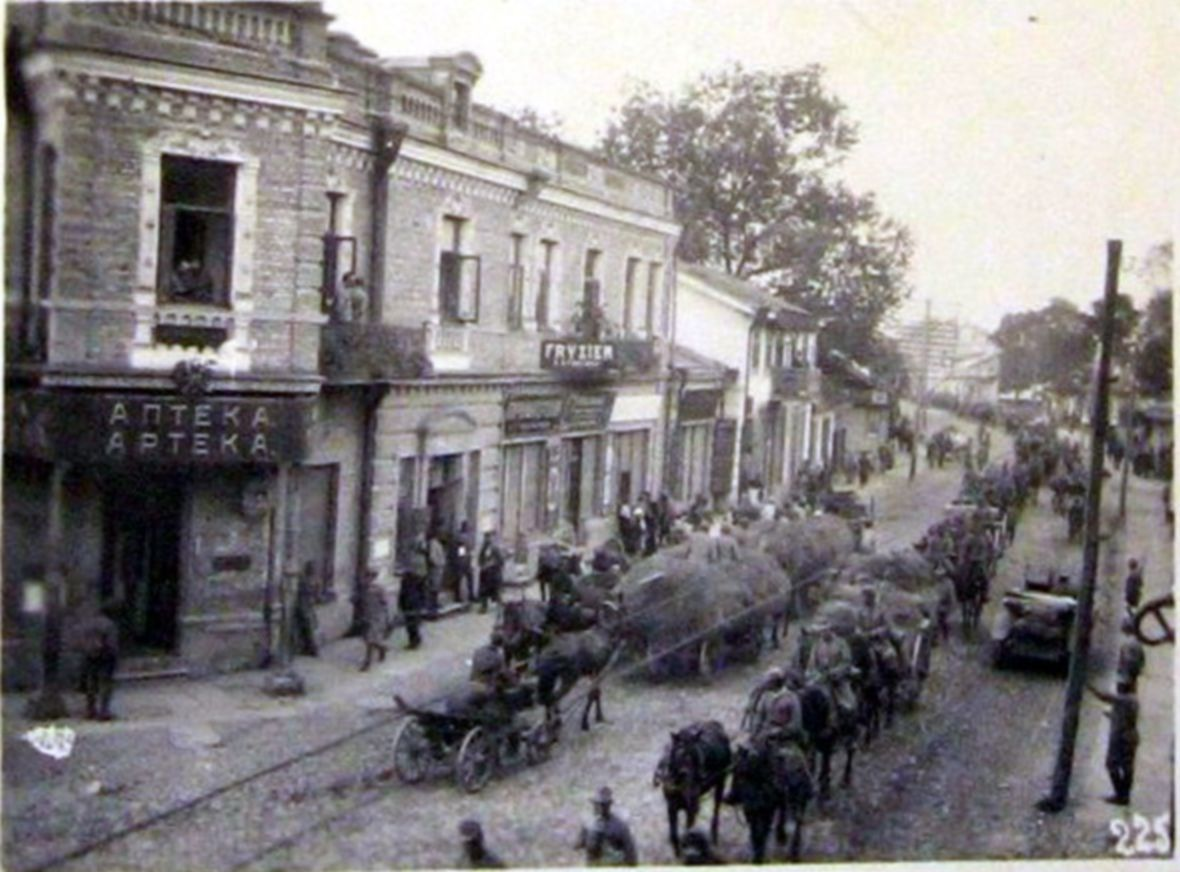
Австрійські вояки проходять біля аптеки Фрідріксона, серпень 1915 р.

Придушивши революцію 1905–1907 років, царська влада почала розправу над її учасниками. Багато робітників Ковеля були ув'язнені.
На початку XX століття в Ковелі, як і раніше, переважали дрібні промислові підприємства, на яких працювала незначна кількість робітників. У 1913 році в місті були пивоварний, лісопильний, цегельний заводи, паровий та газогенераторний млини, тютюнова фабрика, винний склад, фабрика ліжок тощо. Зростає кількість ремісників, яких в той час нараховувалось вже близько 3000 чоловік. Відкрито чимало готелів. Працюють друкарня, книгарня, залізнична амбулаторія, школи, гімназія. Діє п'ять церков.
19 липня (1 серпня) 1914 р. вибухла Перша світова війна. З початком воєнних дій Ковель стає прифронтовим містом. Для успішної боротьби з ворогом в місті зосереджуються значні військові сили. Тут були розквартировані управління військового начальника, штаб 7-ї кавалерійської дивізії, 67-й Тарутинський піхотний полк, канцелярія коменданта міста, продуктовий склад, жандармсько-поліцейське управління залізниць. Всі ці «квартиранти» важким тягарем лягли на місто, яке повинно було у великій мірі утримувати їх, давати гроші на непердбачені витрати, виконувати різні доручення командування. З початком воєнних дій ціни на продукти харчування значно зросли. Збільшились також податки. Так, на 1 січня 1915 р. заборгованість населення Ковеля перед казною становила 30 тисяч 884 рублів 24 копійок.

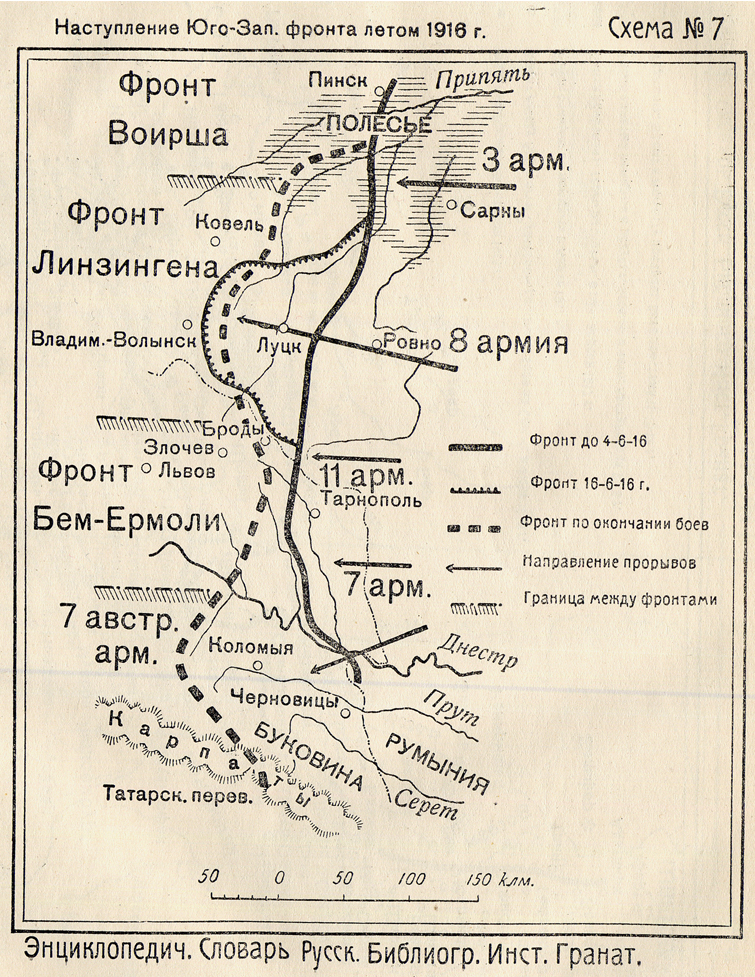
Знаменитий прорив.

В результаті боїв Ковель зазнав великих руйнувань. Багато будинків, цінних архітектурних пам'яток згоріло. 23 серпня 1915 року російські війська відступили, і місто зайняли австрійські інтервенти.
4 червня 1916 року розпочався наступ 8-ї російської армії Південно-Західного фронту. 7 червня, розвиваючи наступ, російська армія заволоділа рядом міст Волині, в тому числі і Луцьком. Всі вони були втрачені під час відступу 1915 р. Організувавши цей «Луцький прорив», російська армія зосередила всю увагу на Ковелі. Взяття його покладалось на армію, якою командував генерал Олексій Еверт. На допомогу їй йшла також і 8-ма армія. Виконуючи це завдання, 8-ма російська армія впевнено йшла вперед. Цей наступ загрожував повним розгромом австрійського центру. «Ми своїм рухом на Ковель, — згадував генерал Брусилов, — створили для ворога дуже сильну загрозу, внаслідок чого одержали такі результати: противник відмовився від продовження атаки на Верден і поспішно перекидав свої сили із Заходу до Ковеля. Три дивізії з французького фронту вже б'ються в районі Ковеля, 8 німецьких дивізій вже зняті з французького фронту і направляються до того ж Ковеля, австрійські війська з італійського, німці і австрійці з балканського фронту направляються туди ж… Сама доля зробила Ковельський район театром головних дій даної хвилини».
Німці втратили всі свої резерви, що знаходились під Ковелем. Але генерал Олексій Еверт наступу не починав. Ця його бездіяльність, нерішучість, відсутність єдності, взаємодії російських армій вела до послаблення їх, до втрати дорогоцінного часу. Це використовував противник, знімаючи із Західного фронту все нові і нові частини, поспішно направляючи до Ковеля. Коли б армія Еверта перейшла відразу в наступ на Ковель, то становище Південно-Західного фронту було б значно кращим. Але цього не сталось. Як наслідок, — «Ми дійшли до Ковеля, — згадує Брусилов, — але взяти його не змогли, бо втратили остаточно все».

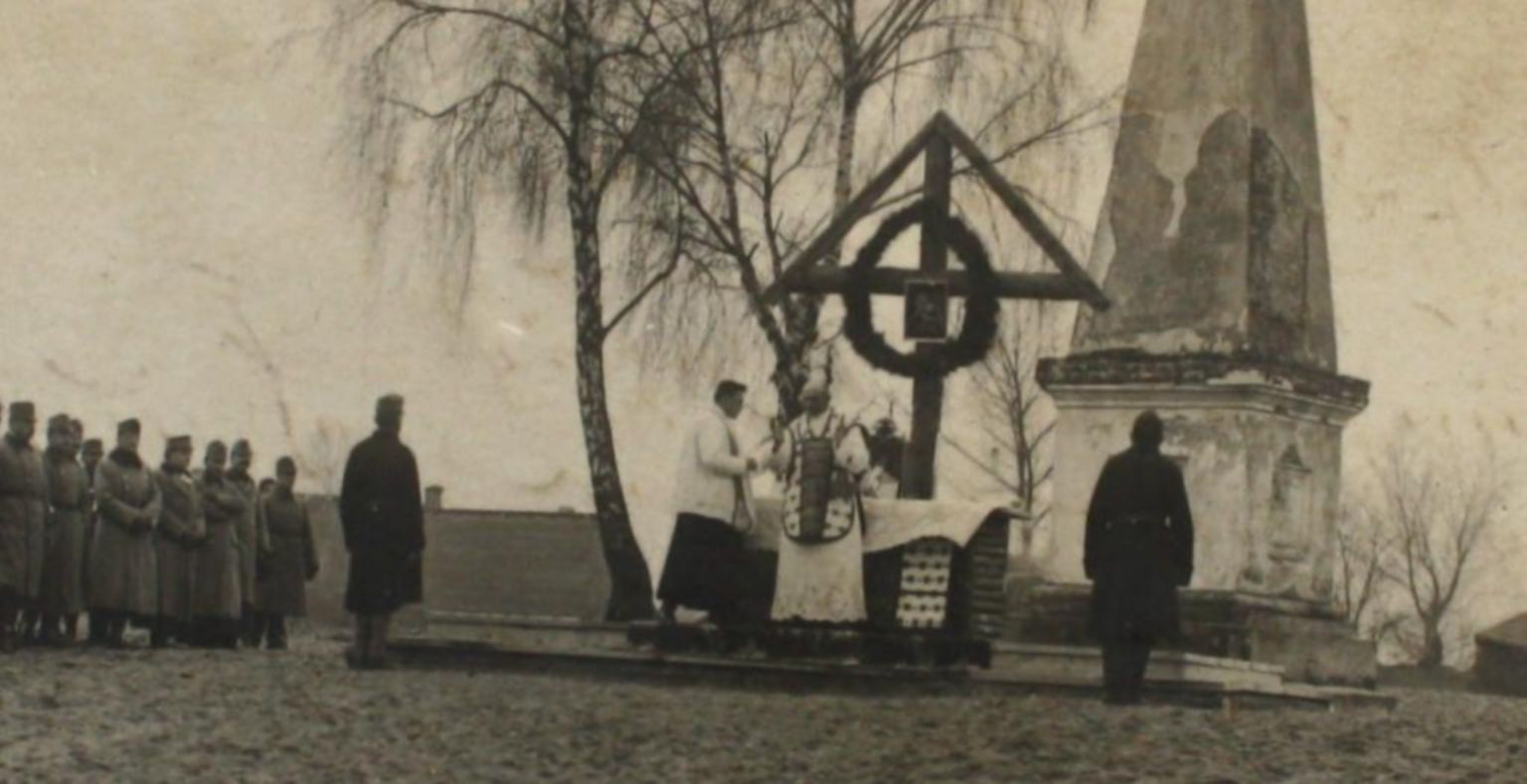
Молебень австрійців у Ковелі біля п'амятника війни з Наполеоном, 1916 р.

Період 1918–1921 років в історії Ковеля характеризується великим насиченням історичних подій. Ще точилася Перша світова війна. В Ковелі перебували німці. Волинь була розділена лінією російсько-німецького фронту, що пролягала по річці Стохід і на південь, від її витоків по лінії — Кисилин-Затурці-Локачі-Горохів. У прифронтовій смузі було зосереджено багато російського війська. Серед солдатських мас проводилась посилена більшовицька пропаганда, яка вкрай негативно впливала на політично-національне громадське життя волинян.
Масовим явищем в російській армії тоді стало невиконання наказів командування. Полки і дивізії дедалі частіше відмовлялись йти в наступ, змінювати частини, які були на передових позиціях, виходити на роботу і навчальні заняття. Нерідкі були випадки, коли підрозділи самовільно залишали позиції. 12 липня 1917 року солдати 8-го Туркестанського піхотного полку, керовані солдатським комітетом, на чолі якого стояв більшовик Николенко, категорично відмовились виконати наказ командування про наступ на Ковель. Зібравшись на мітинг, вони рішуче зажадали почати переговори з німцями про мир.. Кулеметники і мінометники самочинно пішли в Копачівський ліс, щоб приєднатись до 503-го піхотного полку 126-ї дивізії. В 2-му, 4-му і 8-му полках 1-го Туркестанського корпусу також «більшовицька агітація».
В лютому 1918 року з Києва через Житомир і Рівне в містечко Сарни евакуювались Центральна Рада та її уряд. Однак незабаром на Волинь посунули червоні війська, але їх стримали німці і загони українського війська, що наступали з району Ковеля. Не маючи власної достатньої сили, Центральна Рада була змушена просити військової допомоги у свого нового союзника — німців. Німеччина й Австрія, а також Болгарія й Туреччина Берестейським трактатом від 9 лютого 1918 року визнали Україну незалежною державою, а Волинь разом із Холмщиною і Підляшшям — невід'ємною частиною УНР. Австрійські війська покинули Ковель, а на їхнє місце прийшли німці. З військовополонених українців, що знаходилися у таборах, німецький уряд сформував нові частини українського війська — два піхотні полки — й відправив їх через Ковель у Голоби для подальшої організації. Тут, у Голобах і Ковелі, сформовано 1-шу українську дивізію Синєжупанників у складі 4-х піхотних полків, по 1200 козаків кожний, навербованих з військовополонених українців та місцевих юнаків-добровольців. Комендантом дивізії був генерал Віктор Зелінський. У Голобах сформована й друга українська дивізія Синєжупанників (назва від синьої барви козацьких одностроїв: жупанів, чумарок і штанів).
Українські частини разом з німцями, що наступали з району Ковеля, рушили проти Червоної армії і з боями посувались все далі на схід. 19 лютого вони зайняли Луцьк і продовжували наступ на Київ.
При сприянні німецького командування було утворено Волинський губернський старостат, головою якого призначено поміщика, колишнього Ковельського повітового предводителя дворянства (з 1898 по 1903 роки) Дмитра Андро й цим фактично відновлено пріоритет поміщиків. Пізніша обов'язкова постанова від 12 травня 1918 року вимагала повернення майна поміщикам. Однак селяни виявили непокору, мали місце збройні виступи селян, які придушувались за допомогою німців. Придушуючи селянські виступи, німці поводились неначе окупанти: реквізували у селян хліб, стягували великі контрибуції, хоч вважались «союзниками». Така репресивна поведінка німців викликала невдоволення у широких мас, що негайно використали більшовицькі агітатори, підбурюючи селян, і дискредитувала українську владу за те, що вона навела в Україну німців. Одначе, німці не втручалися в національно-культурне життя українців, яке при Гетьманаті швидко відроджувалось й розвивалось. В Ковелі працювали «Просвіта», українська бібліотека і народна школа, було засновано українську гімназію. У місті сформувалась громадсько-політична організація так звана «Українська громада», що сприяла розвитку освітньо-культурної і патріотичної роботи.

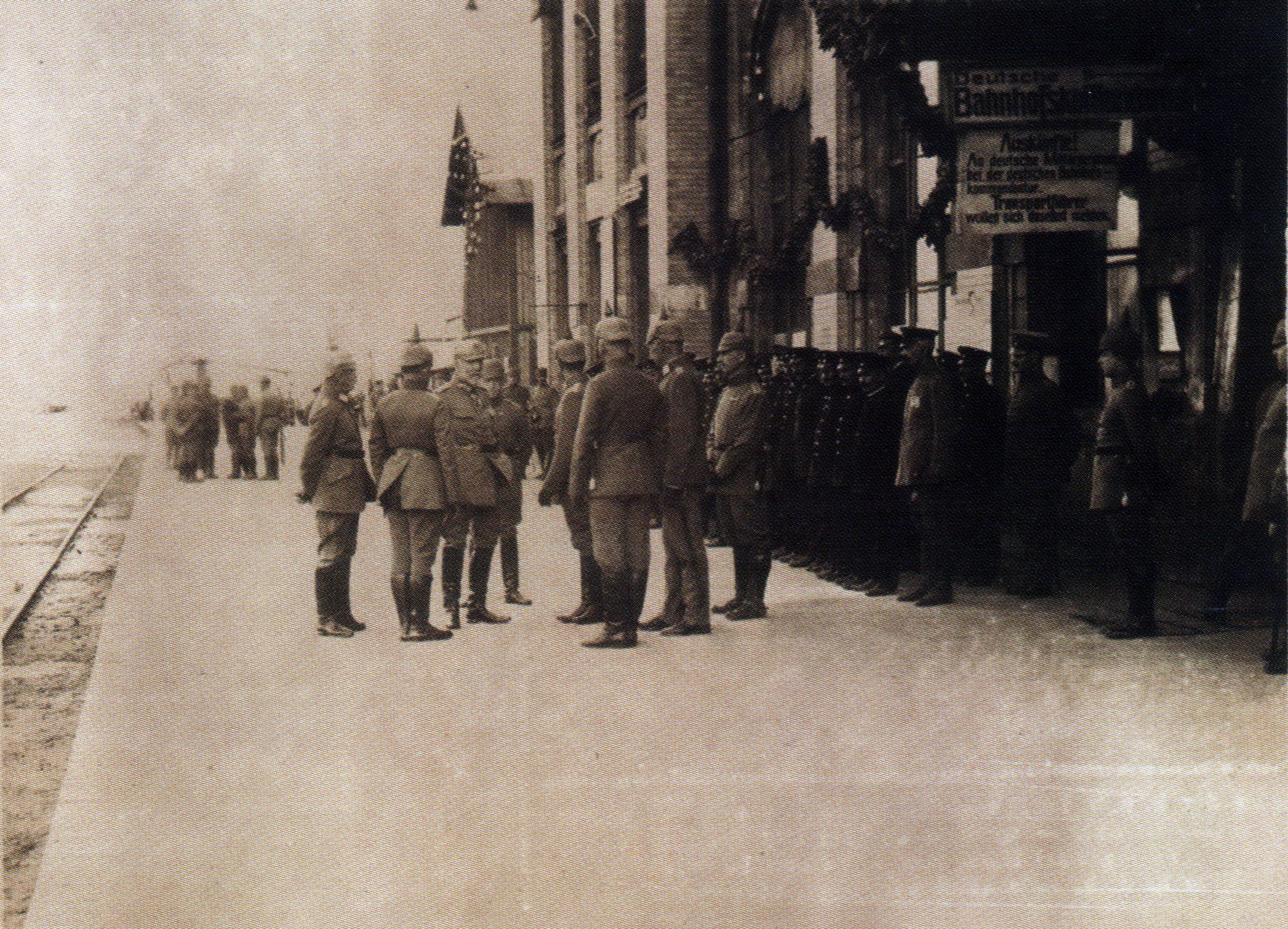
Приїзд до Ковеля короля Саксонії Фрідріха Августа III

Прагнучи придушити більшовицький революційний рух гетьманська влада спиралась на кайзерівські німецькі військові сили. При підтримці німецького військового командування встановила в Ковелі (як і на всій Волині) суворий режим. Вулиці міста посилено патрулювалися гайдамаками (Сірожупанниками) та німецькими солдатами, що збуджувало роздратування й протест громадськості. Назрівав голод. Поміж людьми ходило прислів'я: "Україна хлібородная, німцям хліб віддала — сама голодная.
13 листопада 1918 року радянський уряд анулював Брестський договір, назвавши його «грабіжницьким», і почав відкриту окупацію Західної України. В грудні німці залишили Ковель. В місто вступили українські війська Головного Отамана Симона Петлюри. Гетьманський загін приєднався до петлюрівців. Поступово відновлено Українську Народну Республіку, якою керувала тепер Директорія — фактично під диктатом Симона Петлюри.
В цей час активізували бойові дії поляки, які фактично завдали удару в спину армії УНР. Польсько-український фронт на початку 1919 р. пролягав в межах Волині по річці Прип'ять і далі на південь по лінії Ковель — Володимир-Волинський — Порицьк (Павлівка), аж до Сокаля, куди доходили позиції Галицької Армії.
Вже в лютому-березні 1919 р. поляки посунулись в глибину Волині. Захопили Ковель і стали над Стоходом. У районі Володимир-Волинський — Ковель поляки зосередили значні війська генерала Юзефа Галлєра в складі 2-х дивізій піхоти, 1-ї бригади кінноти, чимало артилерії, які незабаром й почали наступ на українські позиції. Уряд Директорії і штаб армії, уникаючи полону, переїжджали з одного до іншого безпечнішого пункту (міста чи залізничної станції), перебуваючи весь час у вагонах ешелону, як мовиться, «на колесах». Більшовики тоді зловтішно глузували: «У вагонах Директорія — під вагонами — територія».
В самому Ковелі й повіті більшовики створили підпільні революційні комітети, які на чолі з О. Пекарським, М. Лесневською стали на шлях боротьби за встановлення радянської влади. Особливо активізувалась діяльність підпілля з приходом Б. М. Сильванського, якого було надіслано в Ковель наприкінці 1919 року за рішенням підпільної більшовицької конференції, що відбулась в Рівному. Підпільники мали свої явочні квартири на станції Ковель-ІІ, на вулиці Старовокзальній, в кафе «Казіно». Основна увага приділялась роботі серед залізничників. Через них організовувались диверсії на залізничному вузлі і вівся збір відомостей розвідувального характеру для Червоної армії..
Боротьба посилилася, коли 25 квітня 1920 року Польща розпочала наступ і 6 травня увійшла до Києва. 5 червня Червона армія перейшла в контрнаступ і 12 червня захопили столицю України. Начальник Волинського округу Цивільного управління східних земель доповідав у Варшаву, що «прорив більшовицькою кавалерією нашого фронту» викликав небачене заворушення серед населення. На Волині виникли і діють «селянські банди, які в ряді місць нараховують по кілька десятків чоловік». В повітах «великий наплив різних агітаторів, які підбурюють населення до виступів». В багатьох містах і селах вибухали збройні бунти проти поляків.
Так, на початку липня 1920 року під керівництвом більшовиків повстали селяни Ковельського повіту. Повстанці розгромили польські війська, 7 липня зайняли місто Ковель і звільнили з тюрем арештованих більшовиків.
31 липня 1920 року 7-ма стрілецька дивізія, а також 73-тя стрілецька та кавалерійська бригади 25-ї Чапаєвської дивізії почали наступ на Ковель і примусили поляків 4 серпня відступити. Ковель став радянським.
До лав Червоної армії Західного більшовицького фронту, яким командував генерал Тухачевський, в Ковелі вступило близько 400 добровольців. У місті було створено ревком, на чолі якого стояли Смирнов, Таск і Соколовський, комітет незаможних селян. Очолювані більшовиками ковельчани приступили до відродження зруйнованого війною господарства. Сотні людей, головним чином молодь, взяли участь у суботниках на відбудові депо й залізничної станції. Незабаром залізниця та ряд націоналізованих підприємств стали до ладу. Поміщицькі та монастирські землі конфіскували й передали безземельним та малоземельним селянам.
Органи народної освіти почали брати на облік неписьменних і малописьменних, організовували для них курси, проводили запис дітей у початкові школи. "Готуючись до нового радянського навчального року, в середині липня ревком організував збори вчителів, на яких було створено профспілку працівників освіти. Настрій у нас всіх піднесений. Ми відчували себе творцями нового життя. У нашій мові з'явились незвичайні вислови: «Попрацюймо на користь соціалізму», «Налагодимо соціалістичне будівництво», — пише в своїх спогадах один з сучасників.
На той час в місті була лікарня на 200 ліжок з чотирма відділеннями, три міські амбулаторії, зуболікарня та пологовий будинок, акушерська допомога, санітарно-епідеміологічний загін. Працював дитячий притулок і дитяча лікарня.
На початку жовтня 1920 року Червона армія під натиском польських військ змушена була з Ковеля відступити.

## Становлення радянської влади
Революційний комітет було реорганізовано в тимчасове управління Ковельського повіту. Підприємства і магазини було взято під робітничий контроль. На виробництві запроваджено восьмигодинний робочий день, ліквідовано безробіття. За порівняно короткий час у місті встановився належний революційний порядок. Налагоджувалась робота підприємств, магазинів, лікарень, шкіл. Продовольчий відділ Тимчасового управління забезпечив безперебійне постачання місту продуктів харчування. Значні перетворення сталися і в культурному житті. Почала виходити газета «Прапор Леніна» (орган тимчасового управління). Відновили роботу кінотеатри, де відтепер показували радянські кінострічки.
На багатолюдних зборах і мітингах мешканці Ковеля висловлювали свою одностайну волю — увійти до складу Радянської України. Вони активно включилися у підготовку до виборів у Народні Збори Західної України. 22 жовтня 1939 року ковельчани обрали своїми депутатами до Народних Зборів колишніх членів КПЗУ В. Т. Малашевського, І. Н. Тишика та інших, доручивши їм голосувати за возз'єднання з Радянською Україною.
На Західній Україні розпочалося будівництво радянського життя. В Ковелі було націоналізовано підприємства, банк, магазини, кінотеатри, готелі, лікарні; вжито заходів до поліпшення добробуту трудящих, підвищення заробітної плати робітникам і службовцям. Відкрились школи з українською мовою навчання.
В руки НКВС потрапили архівні матеріали Ковельської тюрми, Ковельської повітової поліції з докладними списками не тільки свідомих українців з Ковельщини, а й агентів та провокаторів з дефензиви, багатьох з яких енкаведисти перевербували, залишивши їм життя і свободу, а останні ще з більшою запопадливістю почали служити новим хлібодавцям, часто на цьому зводячи особисті сусідські чи інші рахунки зі своїми односельчанами.
Відповідно до Указу Президії Верховної Ради СРСР від 4 грудня 1939 року було утворено Волинську область, до складу якої ввійшов і Ковельський повіт (з 17 січня 1940 року — район) з центром у Ковелі. Наприкінці грудня 1939 року тут створено міську Раду.
19 січня 1940 року бюро Волинського обкому КП(б)У затвердило склад бюро Ковельської міської парторганізації на чолі з П. А. Киселем. Міський комітет партії дбав про створення й зміцнення первинних парторганізацій, насамперед на залізничному вузлі, на провідних підприємствах промисловості, про розстановку комуністів на провідних ділянках роботи.
24 березня 1940 року відбулися вибори до Верховних Рад СРСР і УРСР. Згадуючи їх у своїх мемуарах, Наталя Яхненко (донька колишнього міського голови Миколи Пирогова) пише таке: «Один молодий мешканець був членом КПЗУ, за що й був засуджений польським судом на чотири роки в'язниці. В цих перших виборах партія доручила йому провести вибори в дільниці Ковеля, що фактично була населена самими залізничниками. За Польщі залізничники були привезені з етнічних областей Польщі, а місцеві українці були звільнені з праці. Для прикладу: з одного села Бахова — до 40 чоловік. То польський елемент тут переважав. Всі вони, як один, були прихильниками ППС, тобто Польської соціалістичної партії Пілсудського і, взагалі, були дуже добре ознайомлені з політичними справами. Наш друг Н-ський відповідно тяжко працював, організовуючи численні виборчі мітинги, розвішуючи плакати та портрети „великих вождів пролетаріату“ і т. д. Все даремно. Залізничники продемонстрували свою недовіру до російського типу соціалізму майже поголовним бойкотом виборів. Що ви думаєте сталося? Наш комуніст був поставлений перед судом, обвинувачений у „недбалому проведенні виборів“. На суді прокурор нападав на нього страшним способом, в той час, коли призначений з уряду захисник не розкрив і рота. Бідолаха Н-ський боронився як міг, доводячи свої зусилля у виборчій підготовці, представивши перед ними статистику проведених ним засобів пропаганди. Але це мало помагало. Наприкінці, припертий до стіни, він крикнув: „То як же я мав їх змусити йти до урни? Кийом чи що?“ Така його реакція припечатала справу, і він одержав вирок — вісім років позбавлення волі в концтаборах. Тепер він в еміграції».
Не менш важливою подією були і вибори до місцевих Рад депутатів трудящих. До активної громадсько-політичної роботи було залучено сотні місцевих активістів. З ініціативи комсомольців Ковельського залізничного вузла 24 листопада 1940 року було організовано агітаційний похід молоді.
Учасники його провели серед виборців 250 бесід і концертів.
Вибори до місцевих Рад відбулися 15 грудня 1940 року. На першій сесії було утворено виконавчий комітет міської Ради; очолив його А. М. Колосок. При міській Раді розгорнули роботу відділи місцевої промисловості, земельний, фінансовий, охорони здоров'я, народної освіти, комунального господарства, торгівлі і соціального забезпечення.
В місті, яке на той час мало понад 36 тисяч чоловік населення (площа — 40 квадратних кілометрів), відновили роботу 2 цегельні заводи, тютюнова фабрика, елеватор, 8 млинів, 2 лісопильні, торфорозробка. З весни 1940 року почали видавати продукцію столярно-меблева фабрика імені Кірова, промислові артілі «Прогрес» і «Червоний прапор». Стали до ладу маслозавод, м'ясокомбінат, харчокомбінат. Було створено машиноремонтну станцію.
Йшла реконструкція найбільшого на Волині Ковельського залізничного вузла. Зростала виробнича потужність паровозного і вагонного депо та інших служб. Тодішню залізничну мережу, за винятком лінії Ковель-Ягодин, перевели на широку колію.
Комуністи міста стали заспівувачами масового соціалістичного змагання за виконання виробничих планів. Значного поширення набрав стахановський рух, застрільниками якого виступили залізничники. Серед них уже в травні 1940 року було 2980 стахановців і 2223 ударники. Їхній почин підхопили на інших підприємствах міста. Виробничі плани 1940 року Ковель виконав. Зростали темпи випуску продукції в 1941 році.
Розвивалися торгівля, громадське харчування, комунальне господарство.
Поліпшувалася охорона здоров'я. В 1940 році було 2 міські лікарні з відділеннями — епідемічним, хірургічним, пологовим, терапевтичним, тубдиспансер, санепідстанція, міська і стоматологічна поліклініки, 3 рентген-кабінети, 4 аптеки, молочна кухня, молочноконтрольна станція. Працювали 23 лікарі, десятки чоловік середнього медичного персоналу.
Протягом 1939/40 навчального року в місті провели велику роботу по створенню радянської системи освіти. Було запроваджено безплатне навчання рідною українською мовою. На 1 вересня 1940 року в Ковелі налічувалося 5 середніх, 10 семирічних і 1 початкова школи, в яких навчалося 5 тисяч учнів і працювало 160 вчителів. При школах створили класи і гуртки для ліквідації неписьменності та малописьменності. Крім того, в місті діяли середня і неповна середня школи для переростків і дорослих, які за Польщі не мали можливості здобути освіту. Для підготовки педагогічних кадрів організували вчительські курси. У 1940 році тут працювали 2 дитячі садки.
До послуг жителів Ковеля було 2 кінотеатри, 2 Будинки культури і кілька клубів. На їх сцені з концертами виступали приїжджі митці та учасники гуртків художньої самодіяльності. Міська бібліотека поповнилася сотнями нових книг, збільшилася кількість її читачів. Став до ладу потужний радіовузол. Поряд з центральними, республіканськими газетами та журналами вони ковельчани передплачували газету «Прапор Леніна» — орган Ковельського міського і районного комітетів партії, виконкому міської і районної Рад депутатів трудящих.
Але мирну працю ковельчан 22 червня 1941 року перервав напад фашистської Німеччини. Уже в перший день війни ворожа авіація піддала Ковель бомбардуванню, заподіявши йому руйнувань. 23 червня енкаведисти розстріляли в'язнів Ковельської тюрми, у тому числі й тих, кого затримали лише за дрібні побутові порушення. Перед початком війни у стінах Ковельської тюрми перебувало понад 250 в'язнів, які й стали жертвами кривавого терору. Камери були заповнені селянами, робітниками, інтелігенцією, молоддю.
З матеріалів працівника Волинського обласного державного архіву Володимира Рожка постає незмірна розумінню людської душі історія страшних днів. 23 червня усіх в'язнів тюрми, вимордуваних небаченими тортурами, енкаведисти переправляли до сараїв залізничного підрозділу НКВС у Ковелі. У в'язнів були міцно скручені дротами і закладені за спину руки, їхні обличчя виснажив голод, виднілись червоні плями від побоїв. Одяг був посічений нагайками, крізь нього з ран просочувалась кров. На подвір'ї приміщення залізничного НКВС завели двигун трактора, який створював неймовірний шум. Тим часом людей групами виводили з приміщення і заводили їх на стайню, де вже заздалегідь було викопані величезні ями. За шумом двигуна не чути було ні пострілів, ні криків людського болю. Для того, щоб неможливо було впізнати знищених людей, їхні обличчя пересипали вапном.
Взимку 1942 року німецькі окупаційні війська організували розкопки двох ям і перезахоронення, 23 лютого 1942 року в місті відбулася траурна церемонія перенесення тіл невинних жертв на центральний православний цвинтар, де був споруджений пам'ятник, який був знищений в 1944 році радянською владою. В 1990 році Ковельська міська рада ухвалила рішення про увічнення пам'яті жертв сталінських репресій і встановлення пам'ятного знака у вигляді Хреста.
У червні сорок першого 15-й стрілецький корпус під командуванням полковника Івана Федюнінського майже тиждень тримав оборону в районі Ковеля. Під натиском переважаючих сил противника Червона армія змушена була відступити.

## Гітлерівська окупація
29 червня (неділя) 1941 року в Ковель увійшли німці. Вулицями міста гітлерівці гнали військовополонених. Їм ковельчани кидали харчі. Більшість конвоїрів на це не звертали уваги, проте окремі з них кричали, погрожували зброєю та стріляли вгору. Полонених відводили на територію зруйнованого заводу «Монополь», який був огороджений колючим дротом. Згодом їх перевели на вулицю Брестську, де був концентраційний табір «Штандк» № 301 та в район «Горки». Тут щодня від виснаження й голоду вмирали 150—200 бійців та офіцерів. З жовтня 1941 по 1942 роки було розстріляно 12 тисяч військовополонених.
Вся влада в Ковелі відтепер належала німецькому гебітскомісаріату та поліцейському гарнізону.
У місті було створено антифашистське підпілля, яким керували комуністи. Тут виникло кілька підпільних груп, які очолили колишні члени КПЗУ і радянські активісти Ф. Волков, С. Лаховський, Ф. Хвищук та інші. Підпільні антифашистські групи здобували зброю, збирали розвідувальні відомості, стежилі за рухом військових частин і техніки окупантів через станцію, проводили агітаційно-пропагандистську роботу серед населення. У навколишніх селах були організовані партизанські загони.
В січні 1942 року німцям вдалося натрапити на слід однієї з підпільних груп і заарештувати активних її членів. Після жахливих катувань вони загинули. Весною 1942 року в Ковелі виникли нові підпільні антифашистські групи, які очолили В. Трохимчук, П. Кошельов і О. Ковбасюк. З прибуттям на Волинь партизанського загону А. П. Бринського підпільники міста встановили з ним зв'язок. Це сприяло посиленню підпільної боротьби. Фашистські власті всіляко намагалися виявити підпілля. Вони затримували всіх за найменшою підозрою, видали накази про обмеження пересування жителів, загрожували розстрілом за допомогу підпільникам.
Страшним потрясінням для мешканців міста були дні, коли німці вчинили розправу над євреями. Петро Худопаров пише про це у своїх спогадах: «Спочатку зробили перепис євреїв, потім заставили їх нашити на одяг круглі жовті знаки. Пізніше німці брехнею зібрали євреїв у гетто, а хто не з'явився, шукали та силою заганяли за колючий дріт».
Єврейські гетто були організовані на теперішній вулиці Незалежності та Володимирській в районі синагоги. Масові розстріли євреїв проводились з червня по серпень 1942 року на Бахівській горі. Спочатку немічних старих людей, жінок, дітей автомашинами завозили у село Вербку. Звідси, у вантажних вагонах, відправляли залізницею у Камінь-Каширському напрямку і по заздалегідь прокладеній гілці — на Бахівську гору. Тут євреїв роздягали і розстрілювали.
Однак ніякі репресії не залякали антифашистів Ковеля. Підпільники в тісній взаємодії з радянськими партизанами продовжували завдавати ворогу відчутних ударів. Вони провели ряд сміливих диверсій в місті і на залізничному вузлі. На початку 1943 року підпільники висадили у повітря цистерну з пальним, замінували ешелон з 48 цистернами, який згорів на станції Здолбунів. З прибуттям на Волинь партизанського з'єднання О. Ф. Федорова активізувалася підпільна боротьба. Ковельські підпільники встановили зв'язки з партизанами. В другій половині 1943 року до антифашистських груп міста влилися нові антифашисти, серед них М. Новічевська, К. Ф. Лукашук, О. Кочетова, О. Сальников та інші. Підпільники знищили німецьку військову пекарню, неодноразово виводили з ладу під'їзні колії, водокачку, висадили в повітря ешелон з боєприпасами, організували кілька диверсій в депо.
Під впливом сміливих дій підпільників і партизанів населення Ковеля посилило опір окупантам. Воно саботувало заходи фашистів, ховало від реквізиції своє майно, всіма засобами ухилялося від відправки на каторжні роботи до Німеччини, куди було вивезено 5 тисяч ковельчан віком від 15-ти років і старше.
В районі міста Ковель відбувся ряд боїв і сутичок УПА проти німців. У звіті німців від 4 квітня 1943 р. вказано, що райони в межах Кременець—Ковель—Костопіль—Рівне захоплені силами українських повстанців. Цього ж року гестапо розстріляло за зв'язок з УПА дружину керівника Ковельського повіту Самійла Підгірського Лесю (сестру дружини Дмитра Донцова), а тоді її доньку Нану (з першого шлюбу за М. Голубцем) та її чоловіка. Самійло втратив голову і спізнився до виїзду з Ковеля, хоч вагонів до Варшави надавалося скільки хто хотів. Його не просто забили, а замордували, як кажуть, місцеві комуністи.
Німці розстріляли і закатували в Ковелі 24 тисячі чоловік. Архівні документи свідчать про існування 9-ти ям із розстріляними громадянами і близько 60-ти ям із військовополоненими. Так, після визволення у ямі № 1 довжиною 100 метрів, шириною 10 метрів та глибиною 4-5 метрів було виявлено 8 тисяч тупів жінок і дітей, роздягнутих догола. На окремих сліди від ран були відсутні. Цим підтверджується факт знищення громадян електричним струмом.
За роки окупації у місті були підірвані майже всі промислові об'єкти і соціально-культурні заклади: залізничний вокзал, електростанція, 2 депо, робітниче селище, водокачка, поліклініка. Були зірвані пошта, телеграф, завод по обробці шкіри, меблева фабрика, елеватор, цегельні заводи, два кінотеатри, дві лікарні, дитяча консультація, дитяча молочна кухні, всі школи, бібліотека, крамниці, 4 пекарні, їдальні, ресторани, знищено культові храми міста. Зруйновано 2944 житлові будинки і 2504 господарські будівлі. Загальна сума збитків, заподіяних фашистами народному господарству міста, перевищувала 29 мільйонів карбованців.

## Єврейська громада
У 1939 році єврейське населення Ковеля становило близько 50 % населення — 17 тисяч осіб. Невдовзі після приєднання Західної України до Радянського Союзу у вересні 1939 році в Ковелі припинилася всяке організоване єврейське громадське життя.
Тільки незначна частина єврейського населення Ковеля встигла евакуюватися до 28 червня 1941 року, коли місто було окуповане частинами німецької армії. У перші дні окупації було знищено близько тисячі євреїв. За розпорядженням окупаційної влади був створений юденрат з 12 осіб. 21 травня 1942 року було створено два гетто. Одне для працездатних і членів їх сімей (коло 8 тисяч осіб), а друге для всіх інших євреїв куди було поміщено близько 6 тисяч осіб. З 2 по 4 липня 1942 року всі мешканці з другого гетто були вивезені за межі міста і знищені. 19 серпня 1942 року окупаційна влада почала знищення мешканців з першого гетто.
У травні 1942 року, за допомогою двох представників єврейського підпілля, що прибули з Варшави, в гетто була створена група опору. Останні мешканці гетто Ковеля були знищені 6 жовтня 1942 року.
6 липня 1944 року радянські війська знову зайняли Ковель. У місто повернулося всього близько 40 євреїв. У 1970 році в Ковелі жило близько 250 євреїв (50 сімей). Відповідно до Всеукраїнського перепису населення 2001 року євреїв у місті немає.

## 2012 рік
Основні зусилля органів виконавчої влади та місцевого самоврядування були спрямовані на виконання Програми економічного і соціального розвитку міста Ковеля на 2012 рік, забезпечення сталого економічного, соціального та культурного розвитку міста, стабільну роботу систем забезпечення життєдіяльності міста.
У 2012 році порівняно з попереднім роком зріс оборот роздрібної торгівлі, забезпечено ріст середньомісячної заробітної плати.
Оборот роздрібної торгівлі за 2012 рік склав 1 694,3 млн грн., що на 13,4 % більше у порівняних цінах, ніж за 2011 рік. Оборот ресторанного господарства у 2012 році склав майже 30 млн грн.
Підприємства-юридичні особи реалізували споживчих товарів через роздрібну торгову мережу та заклади ресторанного господарства за 2012 рік на суму 875,2 млн грн. Порівняно з минулим роком товарооборот у порівняних цінах збільшився на 17,3 %.
За усіма каналами реалізації середньомісячний обсяг споживчих товарів (з урахуванням діяльності підприємців-фізичних осіб) в розрахунку на одного жителя міста за 2012 рік склав 2 052 грн. (за 2011 рік — 1 754 грн.), що перевищує середньообласний показник на 61 %. За цим показником серед регіонів області місто Ковель посідає 2 місце після міста Луцька.
Середньомісячна заробітна плата одного штатного працівника у січні-вересні 2012 року склала 2 384 грн., що на 17,2 % більше ніж у січні-вересні 2011 року.
Протягом 2012 року промислові підприємства міста реалізували продукції на 255,2 млн грн. (у відпускних цінах), протягом 2011 року — на 290,5 млн грн. Обсяг реалізації промислової продукції в розрахунку на одного жителя міста склав 3 731 грн. (в області — 9 799,7 грн.).
За даними Державної митної служби, господарюючі суб'єкти міста за січень — листопад 2012 року експортували товарів на 18,5 млн дол. США, що на 0,3 % менше до відповідного періоду минулого року. Імпорт товарів склав 25,5 млн дол. США, що на 24,4 % менше, ніж за січень-листопад 2011 року. Перевищення імпорту над експортом сформувало негативне сальдо зовнішньої торгівлі в сумі 6,9 млн дол. США, коли за відповідний період 2011 року негативне сальдо зовнішньої торгівлі становило15,5 млн дол. США.
В місті нараховується 16 підприємств, що отримали іноземні інвестиції. Обсяг іноземних інвестицій станом на 1 січня 2013 року становить 3 805,3 тис. дол. США (1 січня 2012 року — 3 707,6 тис. дол. США), в розрахунку на одного жителя припадає 55,8 дол. США.
За 2012 рік юридичними особами реалізовано послуг на 523,6 млн грн., що на 7,4 % менше, ніж за 2011 рік (темп розраховано з урахуванням індексу цін на послуги), в тому числі населенню — на 184,7 млн грн. (35,3 % від загального обсягу).
Реалізація послуг профільними підприємствами та їх структурними підрозділами в розрахунку на одного жителя міста (із врахуванням обсягів послуг, наданих жителям інших регіонів підприємствами залізниці та санітарно-курортні послуги) за 2012 рік склала 7,6 тис. грн., проти 7,9 тис. грн. — за 2011 рік, тоді як середньообласний показник становив 2,5 тис. грн. За цим показником серед регіонів області м. Ковель посідає 1 місце, тоді як м. Луцьк — 2.
Автотранспортними підприємствами міста за 2012 рік перевезено 134 тис. тонн вантажів і виконано 36,3 млн тонно-кілометрів. У порівнянні до 2011 року обсяги вантажних перевезень зменшились на 15,3 %, а вантажообіг збільшився на 13,5 %. Кількість перевезених пасажирів порівняно з минулим роком збільшилась на 12,5 %, пасажирообіг зменшився на 11,2 %.
Станом на 1 січня 2013 року в місті надано право на перевезення пасажирів на 41 міському маршруті. В обслуговуванні даних маршрутів беруть участь 23 перевізники-підприємці та 1 юридична особа.
Будівельними організаціями міста за 2012 рік виконано будівельних робіт на 29,6 млн грн., що (в порівнянних цінах) на 8,2 % менше, ніж за минулий рік. З них, будівництво будівель та споруд становить 76,5 %, встановлення інженерного устаткування будівель та споруд — 17,6 %, роботи з завершення будівництва — 5,9 %.
Від суб'єктів малого підприємництва за 2012 рік надійшло 32 961 тис. грн. у вигляді податків і зборів до бюджетів усіх рівнів, що становить 22,5 % до загальних надходжень по м. Ковелю.
В м. Ковелі функціонує Ковельський госпрозрахунковий ринок, 2 торговельних площадки, на яких створено понад 3 тисячі торгових місць. Протягом 2012 року в місті відкрито 10 закладів торгівлі, 5 закладів ресторанного господарства, 3 — сфери побуту. За звітний період виконавчим комітетом погоджено режими роботи 69 суб'єктам господарювання.
За 2012 рік дозвільним центром було зареєстровано та опрацьовано 2203 дозвільні справи. Видано 35 дозволів на початок роботи підприємств та оренду приміщень; зареєстровано в органах державного пожежного нагляду 29 декларацій про відповідність об'єкта вимогам законодавства з питань пожежної безпеки; видано 3 експлуатаційних дозволи операторам потужностей з переробки неїстівних продуктів тваринного походження; 2 дозволи на проведення заходів із залученням тварин; 2 дозволи на початок виконання будівельних робіт; 5 декларацій на початок виконання будівельних робіт; 1 сертифікат відповідності; 24 дозволи на встановлення рекламоносіїв в межах смуги відведення автомобільних доріг; проведено 26 комісій з розгляду питань, пов'язаних з погодженням проекту землеустрою; видано 118 дозволів на розміщення реклами та рекламного засобу; 11 дозволів на дорожнє перевезення небезпечних вантажів; 1867 фітосанітарних сертифікатів; 18 карантинних сертифікатів; 7 дозволів на оренду майна комунальної власності; 22 проекти землеустрою щодо відведення та надання земельної ділянки у власність або користування; 7 висновків державної санітарно-епідеміологічної експертизи щодо об'єктів поводження з відходами; 2 дозволи операторам потужностей (об'єктів), що займаються виробництвом харчових продуктів; 2 висновки державної санітарно-епідеміологічної експертизи діючих об'єктів; 12 відмов у видачі дозволів; 10 анулювань документів дозвільного характеру. Відділом містобудування та архітектури видано 46 містобудівних умов та обмежень на розміщення об'єктів містобудування в тому числі 27 на нове будівництво та 24 на проведення реконструкції.
Протягом 2012 року приватизовано (передано у власність) 9 об'єктів комунальної власності на загальну площу 551,2 кв. м. загальною вартістю 962,9 тис. грн. (з ПДВ), передано в оренду 30 нежитлових приміщень загальною площею 1 992,92 кв. м.
При доведеному плані по приватизації об'єктів комунальної власності на 2012 рік 350 тис. грн., станом на 29.12.2012 року надійшло 987,4 тис. грн. При доведеному плані по сплаті орендної плати на 2012 рік 900 тис. грн., надійшло до міського бюджету 1 932,9 тис. грн.
У 2012 році по благоустрою міста та поточному ремонту споруд виконано робіт на суму — 7 270,4 тис. грн. в тому числі шляхово-мостове господарство (415,1 тис. грн.), освітлення (847 тис. грн.), озеленення (556,5 тис. грн.), санітарна очистка міста (4 500 тис. грн.), утримання місць загального користування (951,8 тис. грн.).
По поточному ремонту доріг виконано робіт на суму 8 599,1 тис. грн., в тому числі проводилась оплата заборгованості за виконані роботи в 2011 році на суму 726,8 тис. грн. Виконано робіт по капітальному ремонту доріг на суму 9 922 тис. грн.
Комітетом конкурсних торгів відділу комунального господарства проведена процедура закупівлі однокімнатної квартири для воїна-інтернаціоналіста за рахунок коштів державного бюджету на суму 152,295 тис. грн. та двокімнатної квартири (соціального житла) для дітей сиріт та дітей позбавлених батьківського піклування за рахунок коштів місцевого та обласного бюджетів на суму 171,529 тис. грн.
Протягом 2012 року усі споживачі міста забезпечувалися паливно-енергетичними ресурсами в повному обсязі. За 2012 рік населення міста сплатило за житлово-комунальні послуги, враховуючи погашення боргів попередніх періодів, 64,9 млн грн. Рівень сплати становить 98,1 % нарахованої до сплати суми (у 2011 році — 99,8 %). Найвищим за звітний період був рівень сплати за газопостачання — 100,6 %, найнижчим — за утримання будинків та прибудинкових територій (95,1 %).
У 2012 році бюджетними установами та підприємствами комунальної власності було впроваджено 30 енергозберігаючих заходів, загальна вартість яких становить 2 445 тис. грн. Від їх впровадження було отримано економію 422,6 т.у.п.
Протягом 2012 року за призначенням всіх видів допомог та житлових субсидій до управління праці та соціального захисту населення звернулось 11 539 сімей. Всього на обліку в управлінні станом на 01.01.2013 року перебуває 7 165 осіб, які отримують різні види соціальних допомог, що на 621 особу більше ніж на звітну дату минулого року.
Загальна сума нарахованих та виплачених соціальних допомог за 2012 рік становить 72 884,2 тис. грн., що на 8 641,5 тис. грн. більше в порівнянні з відповідним періодом минулого року.
Протягом 2012 року в державній службі зайнятості міста Ковеля перебувало на обліку понад 4,6 тис. жителів міста. За цей час на новостворені та вільні робочі місця працевлаштовано 2227 осіб, з наданням дотації роботодавцю працевлаштовано 175 безробітних.
Бюджетне призначення закладів охорони здоров'я міста на 2012 рік становить 48 441,8 тис. грн. Виконано бюджетні призначення за 2012 рік на 99,8 %, касові видатки склали 48 367,9 тис. грн.
Розвиток освіти міста Ковеля відбувається у контексті засадних принципів і пріоритетів оновлення й модернізації національної системи освіти, спрямованих насамперед на вдосконалення існуючої мережі освітніх закладів.
Дошкільну освіту в місті надають 13 дошкільних навчальних закладів, в яких навчанням і вихованням охоплено 3062 дітей, що становить 61 % від загальної кількості дітей дошкільного віку в місті.
Загальну середню освіту в місті надають: 7 загальноосвітніх шкіл I-III ступеня; 2 загальноосвітні школи І-ІІ ступеня; 2 навчально-виховні комплекси (школа-ліцей, школа-колегіум); навчально-виховний комплекс (дошкільний навчальний заклад № 7 — загальноосвітня спеціальна школа І ступеня); міська гімназія; спеціалізована школа I-III ступеня № 3 імені Лесі Українки. В даних закладах навчається 7799 учнів.
Основне завдання відділу фізичної культури та спорту це турбота про здоров'я населення міста, створення належних умов для занять фізичною культурою та спортом, організація дозвілля та відпочинку молоді, вдалий виступ збірних команд міста з різних видів спорту на змаганнях різних рівнів.
Протягом 2012 року було проведено 135 спортивно-масових заходів, в яких узяло участь 14 365 осіб.
Стабільною в місті залишається демографічна ситуація: за розрахунковими даними, чисельність наявного населення міста станом на 1 грудня 2012 року становила 68 909 осіб. За січень-листопад 2012 року внаслідок природного приросту населення кількість жителів міста збільшилась на 244 особи.

## В умовах розбудови
Крах тоталітарної системи, розпад СРСР, проголошення державної незалежності України мали великий вплив на перебіг подій у країні. Вперше обраний народом Президент України Леонід Кравчук проголосив курс на розбудову держави, здійснення економічних реформ, соціальний захист населення. На жаль, новий 1992 рік ознаменувався підвищенням цін, зростанням вартості послуг, введенням купонів багаторазового використання, що викликало певну напругу в суспільстві. Ця напруга передалася й на місця.
Але навіть і в таких важких умовах переважна більшість ковельчан була настроєна на продуктивну працю в ім'я розбудови незалежної держави, зміцнення її економіки. Над вирішенням важливих економічних і соціальних питань працювала міська влада. Зокрема, для того, щоб зменшити невдоволення людей нестачею деяких; товарів, захистити їх від перекупників і спекулянтів, було відновлено торгівлю продовольчими і промисловими товарами за талонами.
В місті тривала робота по відродженню духовності, національної культури. У січні міський відділ культури, Товариство української мови «Просвіта» при підтримці громадських організацій і за активною участю поетеси Ніни Горик провели «Різдвяні зустрічі на Лесиній землі». Відбулося справжнє свято поезії і пісні, на яке прибули літератори й актори Волині, Києва, Львова, Бреста.
19 січня 1992 р. на центральній площі міста солдати і офіцери Ковельського гарнізону урочисто склали присягу на вірність народу України. Священиком Української автокефальної православної церкви отцем Ігорем були освячені синьо-жовті національні прапори, які згодом вручили командирам військових частин. Через деякий час такі прапори стали Державними, оскільки рішення про це ухвалила Верховна Рада України 28 січня 1992 року.
Традиційними в Ковелі стають зібрання громадян у міському будинку культури, які їх організатори назвали «віче». І хоч ставлення до цих зібрань було і ще довго залишалося неоднозначним, «віче» відіграло певну роль у громадсько-політичному житті міста. Його організаторами виступали громадські організації національне-демократичного спрямування.
У березні 1992 року в місті виникла своєрідна «парламентська криза»: група депутатів міської Ради заявила про складення своїх депутатських повноважень, оскільки, на їх думку, місцевий орган влади неспроможний приймати життєво важливі рішення, суттєво впливати на перебіг соціально-економічних процесів. 27 березня сесія міськради ухвалила рішення припинити свою діяльність до вступу в дію Закону про місцеві Ради і органи місцевого самоврядування. Функції Ради було передано міському виконавчому комітету, на який покладено всю повноту відповідальності за стан справ у місті.
Реалізуючи програму ринкових перетворень, в Ковелі розпочали процес комерціалізації закладів торгівлі, громадського харчування, побуту. Ця робота проводилась під безпосереднім керівництвом виконкому.
6 червня в Ковелі відбулася звітно-виборна конференція міськрайонної організації Народного Руху України. Головою її було обрано Ігоря Пащука.
У зв'язку з тим, що на той час Закон України про місцеві Ради і органи місцевого самоврядування вступив у дію, на сесії міської Ради, яка відбулася у червні, депутати знову повернулися до питання про долю органу місцевої влади. Думки їх розділилися. Частина депутатів підтвердила своє рішення про складення депутатських повноважень, частина його змінила. Як результат, було припинено повноваження 14 народних обранців. Рада продовжила роботу наявним складом. Було вирішено утворити виконавчий комітет в кількості 11 чоловік, а голові його переглянути якісний склад членів виконкому. Депутати доручили виконкому розробити схему місцевого самоврядування на території міста і винести її на розгляд наступної сесії.
У липні ковельчани урочисто відзначили День міста, який був присвячений 48-річчю визволений Ковеля від німецько-фашистських загарбників. Відбулося масове відзначення свята Івана Купала, проведення якого стало доброю і потрібною традицією.
Влітку 1992 року в Ковелі пройшли установчі збори міського осередку СПУ, який очолив Анатолій Підкаменний. Міською владою було створено оргкомітет по підготовці до 50-річчя УПА.
Незважаючи на економічну кризу, що поглиблювалася, було здано в експлуатацію ряд житлових будинків, стоматполіклініку, ательє індпошиву та ремонту одягу.
24 серпня ковельчани широко відзначили першу річницю проголошення незалежності України. З цієї нагоди в міському будинку культури відбулися урочисті збори представників трудових колективів міста і району, НРУ, політичних партій і громадських організацій. З доповіддю виступив голова міської Ради і її виконкому Анатолій Семенюк. Після зборів у парку культури і відпочинку відбулося фольклорно-мистецьке свято «Народні джерела».
11 жовтня 1992 року в Ковелі відбулися заходи, присвячені 50-річчю створення УПА. В міському будинку культури відбулися з цієї нагоди урочисті збори. З доповіддю виступив заступник голови міськрайорганізації НРУ, голова міськрайонної організації ДемПУ Володимир Лотоцький. 14 жовтня біля Хреста пам'яті жертв більшовицьких репресій відбулась панахида по загиблих в боротьбі за незалежну Україну, яку відправив отець Петро Левочко з Українсько-православної церкви Київського патріархату.
З нагоди першої річниці Всеукраїнського референдуму на підтвердження Акта проголошення незалежності України в місті теж пройшли урочисті збори, інші масові заходи.
Кінець 1992 — початок 1993 років характеризувався посиленням напруженості в місті: окремі депутати міської Ради, керівники і члени деяких громадсько-політичних організацій вимагали відставки міськвиконкому, його керівництва. Ці вимоги вони пояснювали загостренням соціально-економічно: ситуації, незадовільним розв'язанням назрілих проблем. Загострилося становище в акціонерному товаристві «Ковельсільмаш», де акціонери на своїй конференції визнали роботу правління АТ незадовільною.
Зважаючи на це, на сесії міськради, яка відбулася у січні 1993 року, її голова Анатолій Семенюк запропонував у зв'язку з вимогами про відставку керівництва, членів виконкому включити дане питання в порядок денний і вирішити його по суті. Однак більшість депутатів розглядати питання про довіру виконкому не забажала. Натомість сесія обговорила і затвердила програму приватизації міської комунальної власності м. Ковеля на 1993–1995 роки та перелік підприємств і закладів, які підлягають приватизації. Невдовзі після сесії подав у відставку президент АТ «Ковельсільмаш» Олександр Селеверстов. Генеральним директором АТ став Мирон Ткачук.
Конфліктні ситуації навесні 1993 року виникли і на заводі «Турія» та деревообробному комбінаті. За вимогою трудових колективів їх тодішні керівники змушені були подати у відставку.
У липні 1993 року напередодні традиційного Дня міста виконавчий комітет на основі історичної символіки за твердив нові герб і печатку, а також прапор Ковеля. Це рішення пізніше підтримала міська Рада.
Як і по всій Україні, в Ковелі у вересні було вшановано пам'ять жертв голодомору 1932–1933 рр. Відбувся хресний хід і мітинг біля Хреста пам'яті. Настоятелі Благовіщенської і Андріївської церков УПЦ Київського патріархату отці Петро і Дмитро відправили панахиду.
16 вересня 1993 року сімнадцята сесія міської Ради розглянула питання про зміни в структурі виконавчої влади. Своїм рішенням вона розформувала виконком, а його функції передала міській адміністрації, обов'язки голови якої поклала на голову міськради Анатолія Семенюка. Після сесії були проведені відповідні зміни у структурі апарату міської адміністрації.
Криваві події в Москві 3-4 жовтня болем і тривогою відгукнулися в серцях ковельчан. Вони засвідчили, що є загроза державній незалежності України. У Ковелі пройшов мітинг, де було заявлено, що тільки в демократичних перетвореннях і радикальних економічних реформах — майбутнє України.
Кінець 1993 — початок 1994 років був ознаменований розгортанням підготовки до нових виборів Верховної Ради і Президента України. Розпочалася передвиборна кампанія як організаційними, так і пропагандистськими заходами. Виникла спілка керівників трудових колективів Ковельщини. Частіше стали проходити зустрічі з депутатами різних рівнів. Окружна виборча комісія зареєструвала кандидатами у народні депутати України від Ковельського виборчого округу № 67 дев'ятеро чоловік. Серед них — і народного депутата України попереднього скликання Андрія Мостиського.
У лютому в Ковелі відбулося урочисте відкриття фізкультурно-оздоровчого комплексу, на яке прибули голова обласної Ради Борис Клімчук, керівництво міської Ради, спортивна громадськість. Виконроб будуправління «Ковельпромбуд» Олексій Герун вручив символічного ключа від новобудови директору комплексу Євгену Кондратовичу.
Перший тур виборів народного депутата України відбувся 27 березня 1994 року. Найбільшу кількість голосів одержали Станіслав Грищенко з Турійського району і Андрій Мостиський. 10 квітня пройшло повторне голосування. Перемогу здобув Андрій Мостиський. За нього проголосувало понад 42 тисячі виборців, в тому числі 19,6 тисячі ковельчан.
Одразу після виборів народного депутата України розгорнулася підготовка до виборів міської і обласної Рад, їх керівників, а також Президента України. Такі вибори відбулися 26 червня 1994 року. Найбільшу кількість голосів ковельчан як кандидат у Президенти одержав Леонід Кравчук — понад 19 тисяч. Місто підтримало кандидатуру на пост голови обласної Ради свого земляка Бориса Клімчука, який переміг і в цілому по області. Депутатами обласної Ради стали Богдан Бачук, Микола Вельма, Анатолій Семенюк, Олександр Жураківський.
Напруженою була боротьба за посаду голови міської Ради. Змагалося два претенденти — тодішній мер міста Анатолій Семенюк і голова кооперативу «Ремонтник» Анатолій Шевченко. Більшість виборців (14,6 тисячі) підтримали Анатолія Семенюка.
Вибори до міської Ради пройшли по всіх округах, крім одного, де на виборчу дільницю не з'явилася необхідна кількість виборців. Таким чином було сформовано місцевий орган влади із 23 депутатів плюс голова міськради.
Жителі Ковеля, їх гості урочисто відзначили 50-річчя визволення міста від німецько-фашистських загарбників 6 липня. Як завжди, відбувся мітинг на меморіалі Слави, яскравою і насиченою була програма Дня міста, хвилююче пройшло свято Івана Купала на міському водоймищі.
10 липня жителі міста повторно голосували за нового Президента України. Більшість із них — 23,4 тисячі — віддали свої голоси за Леоніда Кравчука, хоч, як відомо главою держави став Леонід Кучма.
Невдовзі після виборів відбулася перша сесія новообраної міської Ради. Першим заступником голови міськради вона обрала Сергія Шульгана. На зміну міській адміністрації, яка діяла до цього часу, було сформовано виконавчий комітет у кількості 9 чоловік, затверджено склад постійних депутатських комісій.
Восени сталася приємна подія в житті мешканців мікрорайону вулиці Володимирської, всіх ковельчан — в урочистій обстановці відкрито нову середню школу № 13. З цієї нагоди відбувся святковий мітинг, освячення шкільного приміщення. Тієї ж осені в Ковелі було урочисто відзначено 50-річчя визволення України від німецько-фашистських загарбників, а також 55-річчя з дня виходу місцевої газети «Вісті Ковельщини». В міській Раді відбулася зустріч за «круглим столом» керівників політичних партій, громадських організацій і рухів, де було обговорено їх роль у розбудові незалежної демократичної держави. У ній взяли участь як «ліві», так і «праві» — активісти УРП і ВНРУ, СПУ, КПУ і КУНу. На жаль, важка економічна ситуація змусила у грудні застрайкувати вчителів міста, матеріальне становище яких значно погіршилося.

## Ковель за незалежності
Початок дев'яностих років — один із найдраматичніших і найцікавіших періодів в житті Ковеля. Руйнування тоталітарної системи, демократичний рух, який з Москви і Києва перемістився на периферію, не могли не викликати аналогічних процесів на місцях.
У 1989 році в місті розпочинається робота по створенню місцевого осередку Народного Руху України. Її наполегливо проводив інженер-геолог Ковельської геологорозвідувальної партії Андрій Мостиський. Ряд активістів виступили за створення міського Товариства української мови, яке згодом очолив Адам Поляк. Почав формуватися осередок асоціації «Зелений світ», ініціатором якого виступила Марія Хотинська. Діяла філія Української Гельсінської Спілки (Володимир Осіюк).
При редакції газети «Прапор Леніна» було створено літературно-мистецький клуб «Джерело», який згуртував навколо себе творчу інтелігенцію міста, став місцем її регулярних зустрічей, дискусій на політичні і культурно-мистецькі теми. В роботі клубу брали участь вчителі, культпрацівники, журналісти, шанувальники поетичного і прозового слова Валентина Ятченко, Світлана Мельянчук, Степан Скоклюк, Оксана Гетьман, Світлана Бень, Аркадій Чабанчук, В. Федоров, Раїса Межиборська та багато інших.
Громадсько-політичне життя в Ковелі набрало особливої гостроти в ході підготовки перших демократичних виборів, які були призначені на березень 1990 року. Трудові колективи і громадські організації висували кандидатів у депутати, розгортали активну передвиборну кампанію. При ньому не обходилося без непорозумінь. 30 грудня 1989 року в місті дійшло до прямої конфронтації між партійно-радянською владою і «неформалами»: грубою силою було розігнано приїжджих з Луцька членів НРУ, а також їх ковельських симпатиків.
Подібна акція викликала невдоволення в частини жителів міста. Аби якоюсь мірою згладити суперечності, перевести дискусію між владою і «неформалами» у конструктивне русло, було вирішено в січні провести «круглий стіл» за участю представництв обох сторін. Таке засідання відбулося в Будинку вчителя і викликало великий інтерес в ковельчан.
Окружна виборча комісія кандидатами у народні депутати Української РСР від Ковельського виборчого округу № 42 зареєструвала 11 чоловік. Вони регулярно зустрічалися з виборцями, виступали у пресі, на радіо. Одночасно проходило висунення кандидатів у депутати міської та обласної Рад народних депутатів.
11 лютого 1990 року в Ковелі на стадіоні «Локомотив» відбувся передвиборний мітинг під гаслом «Вся влада — Радам!». Він проводився з ініціативи міськрайонної ради Народного Руху України за перебудову спільно з виконкомом міської Ради народних депутатів. На стадіоні зібралися тисячі ковельчан, адже подібний захід в місті проходив вперше. На мітингу виступили голова міськвиконкому, кандидат у народні депутати УРСР Євген Поліщук, голова координаційної Ради по створенню міськрайорганізації НРУ, кандидат у народні депутати УРСР Андрій Мостиський, перший секретар міськкому КПУ, кандидат у депутати облради Андрій Хомич, робітник заводу «Ковельсільмаш», кандидат у депутати міськради Володимир Осіюк, поетеса Ніна Горик, голова міськрайоб'єднання ТУМу Адам Поляк, заступник голови обласної організації НРУ Олександр Гудима, член Волинської філії УГС Геннадій Кожевников та інші. Розмова проходила емоційно й бурхливо. Наприкінці учасники мітингу прийняли звернення, в якому закликали жителів міста на виборах проголосувати за найдостойніших, віддати перевагу чесним, принциповим кандидатам.
Про цей мітинг відомий волинський громадський діяч Михайло Тиский (м. Луцьк) згодом написав у своїх спогадах: «Принагідно зауважу, що цього разу на мітинг в Ковелі прийшло близько 20 тисяч учасників. Цей день у значній мірі вирішив долю майбутнього народного депутата України Андрія Мостиського. За домовленістю із міською владою Ковеля, місцевий осередок Руху ініціював спільний мітинг на стадіоні („Локомотив“), але без присутності гостей із Луцька. Однак Олександр Гудима все ж таки проник на стадіон і виступив перед присутніми. А вже по закінченні свого виступу за своєю „луцькою традицією“ закликав присутніх на стадіоні в похід до стін Ковельського райкому партії. Стало очевидно, що плани місцевої влади провалились, ситуація вийшла з-під контролю. Тому біля Ковельського райвиконкому зібралось мітингувати мало що не все місто».
За підсумками першого туру голосування найбільшу кількість голосів вибороли Євген Поліщук (23,7 тисячі чоловік) і Андрій Мостиський (22,1 тисячі). Вони вийшли у другий тур, який відбувся 18 березня 1990 року. Переміг Андрій Мостиський — за нього проголосувало 34,3 тисячі чоловік. Одночасно були обрані депутати обласної Ради. Ними стали Адам Поляк — вихователь ПТУ № 7, Юрій Музичук — машиніст локомотивного депо, Ігнат Марчук — інженер-конструктор заводу «Ковельсільмаш», Віктор Внуков — слюсар-електрик вагонної дільниці, Борис Клімчук — директор середньої школи № 11, Олександр Селеверстов — директор заводу «Ковельсільмаш», Віктор Стрижеус — слюсар автопідприємства № 0202, Євген Поліщук — голова виконкому міської Ради народних депутатів.
В результаті виборів було сформовано міську Раду народних депутатів двадцять першого скликання із 80 депутатів. Перша її сесія відбулася 28 березня 1990 року. Вибори голови здійснювалися шляхом таємного голосування на альтернативній основі. Із трьох висунутих кандидатур головою міської Ради на громадських засадах був обраний Микола Вельма — редактор газети «Прапор Леніна». Було утворено Президію міської Ради в складі 12 чоловік.
На цій же сесії обрано виконавчий комітет з 15 чоловік. Його головою став Євген Поліщук.
26 квітня того ж року у Ковелі відбувся масовий мітинг-реквієм, присвячений річниці аварії на Чорнобильській АЕС.
Міська Рада, її президія вживали заходів до нормалізації політичної ситуації в місті, консолідації демократичних сил, залучення всіх партій і рухів до вирішення назрілих питань. З цією метою у серпні 1990 року відбулося засідання «круглого стола» у редакції місцевої газети, в якому взяли участь депутати міської й обласної Рад, представники міськкому КПУ, осередків УРП, асоціації «Зелений світ», Товариства української мови імені Тараса Шевченка, Спілки незалежної української молоді, окремих трудових колективів. На ньому було підтримано пропозицію голови міської Ради про створення в Ковелі постійно діючого консультативного комітету, в обов'язки якого входило б оперативне розв'язання назрілих проблем сучасності силами існуючих органу влади і громадсько-політичних організацій.
19 серпня 1990 року в Ковелі відбулося масове свято Козацької слави, приурочене до 500-річчя Запорозької Січі. Проходило воно на стадіоні «Локомотив» і зібрало тисячі мешканців міста та їх гостей. Вступним словом свято відкрив голова оргкомітету по його підготовці Володимир Лотоцький, із словами привітань виступили народні депутати України Андрій Мостиський, Олександр Гудима, Федір Свідерський, секретар міськкому КПУ Василь Шворак та інші. Відбувся великий концерт художньої самодіяльності. І хоч не обійшлося без політичних пристрастей, свято в основному вдалося, продемонструвало повагу ковельчан до своєї історії, прагнення бачити Україну вільною й незалежною.
28-29 серпня 1990 року проходила чергова сесія міської Ради. На ній було розглянуто питання про стан і заходи щодо підготовки міста для переходу до регульованої ринкової економіки, регіонального госпрозрахунку і територіального забезпечення. Після бурхливих дебатів в порядок денний було включено питання про національну символіку, але ніякого рішення прийнято не було.
В зв'язку із внесенням змін до Закону Української РСР «Про місцеві Ради народних депутатів Української РСР та місцеве самоврядування» рішенням сесії міськради від 23 січня 1991 року було припинено діяльність президії міської Ради й увільнено від обов'язків її голови Миколу Вельму. Очолювати міську Раду і її виконком депутати доручили Євгену Поліщуку. Бурхливим у політичному відношенні став для ковельчан 1991 рік. В умовах демократії та гласності все більш розкутими й вільними в ухваленні рішень почувалися люди. Вони сміливо виступали на мітингах, зборах, у пресі, на радіо, ставили вимоги перед керівництвом міста, міськкому партії. 1 травня у Ковелі вперше не пройшла святкова демонстрація, а відбулася лише святкова маївка, на якій виступив секретар міськкому КПУ Анатолій Підкаменний. Після того відбулося масове гуляння в міському парку відпочинку.
Оскільки наприкінці 1990 року в Ковелі з ініціативи демократичних сил на підставі рішення міської Ради було встановлено Хрест пам'яті жертв більшовицьких репресій, то 23 червня 1991 року тут відбувся мітинг-панахида, на якому вшанували тих, кого було знищено у стінах НКВС і Ковельської в'язниці у червні 1941 року. Організаторами цього заходу були міськрайонна рада НРУ, міськрайорганізації УРП та ДемПУ.
Спроба серпневого заколоту у Москві 19-21 серпня 1991 року викликала обурення в більшості ковельчан. 25 серпня в міському парку культури і відпочинку відбувся масовий мітинг з ініціативи міськрайорганізацій НРУ, ДемПУ, УРП. На ньому виступили народний депутат України Андрій Мостиський, депутати обласної і міської Рад, керівники і активісти національно-демократичних організацій. Було прийнято ухвалу, в якій засуджено спробу державного перевороту. Учасники мітингу вітали проголошення Акта про державну незалежність України.
28 серпня відбулась позачергова сесія міської Ради. Вона обговорила політичну ситуацію в місті і заходи щодо виконання рішень позачергової сесії Верховної Ради України, утворила тимчасову комісію по перевірці діяльності посадових осіб, органів влади і управління, громадських об'єднань і організацій в період державного перевороту. Обговорено також питання про націоналізацію майна КПРС та департизацію державних органів і установ, про національну символіку, перейменування вулиць тощо.
Сесія створила комісію по обліку і передачі на баланс міської Ради майна, транспорту, засобів і коштів міськкому Компартії України. Було ухвалено рішення про підняття над приміщенням міської Ради, поряд з державним, національного синьо-жовтого прапора. Газету «Прапор Леніна» перейменовано на «Вісті Ковельщини». Змінено назву цілого ряду міських вулиць — зокрема, Леніна — на Незалежності, Червоноармійську — на Грушевського, проспекту Ленінського комсомолу — на Відродження тощо
Наприкінці 1991 року в Україні розгорнулася підготовка до виборів Президента України і референдуму з питань підтримки Акта про державну незалежність України. Активно велася ця робота і в Ковелі. Важливою подією передвиборної кампанії стала зустріч з кандидатом у Президенти, головою УРП Левком Лук'яненком, відкриття пам'ятної дошки честь першого Президента України Михайла Грушевського на вулиці його імені.
У жовтні 1991 року відбулася восьма сесія міської Ради народних депутатів. На прохання Євгена Поліщука його було звільнено від обов'язків голови міської Ради і її виконкому. Головою міськради і її виконавчого комітету таємним голосуванням був обраний Анатолій Семенюк. На цій же сесії ухвалено рішення про демонтаж пам'ятника Леніну на центральній площі міста.
У тому ж місяці відбулась конференція інтелігенції міста, яка звернулася до жителів Ковеля із закликом підтримати 1 грудня Акт про державну незалежність України. Згодом із таким зверненням у місцевій пресі виступили голови міської та районної Рад та їх виконкомів Анатолій Семенюк і Андрій Хомич. 24 листопада на центральній площі відбувся мітинг «Нам пора для України жить!», який закликав жителів міста сказати на референдумі 1 грудня рішуче «Так». На мітингу серед інших осіб виступив народний депутат України Михайло Горинь.
1 грудня 1991 р. відбувся Всеукраїнський референдум і вибори Президента України. У референдумі взяли участь 87,7 процента виборців Ковеля. 95,5 процента їх підтримали проголошення незалежності України. Найбільше голосів ковельчан як кандидат у Президенти одержав Леонід Кравчук (47,8 процента). Сесія міськради, що відбулася в кінці грудня, обговорила підсумки Всеукраїнського референдуму і вирішила залишити над приміщенням міської Ради один синьо-жовтий прапор.
Початок дев'яностих років характерний активізацією релігійного життя. Завдяки вжитим владою заходам у Ковелі вдалося не допустити протистояння між віруючими різних конфесій. В місті почали діяти релігійні об'єднання Української православної церкви Київського патріархату.
Непросто йшла робота по відродженню Благовіщенської церкви, приміщення якої у роки радянської влади зруйнували вщент, а на її місці побудували спортивну споруду. При активній підтримці місцевої влади спочатку ігровий зал, а потім і вся споруда були передані релігійній громаді.
У Ковелі на той час діють три громади Української православної церкви, дві громади УПЦ Київського патріархату. Зареєстровані також общини римо-католицької церкви (до міста перевезли костел з села Вишеньок), євангельських християн-баптистів, євангельських християн-баптистів — «Воскресіння», християн віри євангельської, адвентистів сьомого дня, свідків Єгови, євангельських християн в дусі апостолів.

## Відбудова Ковеля
За чотири роки окупації гітлерівці знищили у місті (за офіційними даними) 35 тисяч мирних жителів та військовополонених, зруйнували три тисячі будинків з чотирьох тисяч.
Відразу ж після визволення міста відновили свою діяльність партійні і радянські органи. Почалося відродження міста та його господарства. Першочерговим завданням було забезпечити відбудову залізничного вузла, через який йшли військові ешелони для Червоної Армії. Завдяки спільних зусиллям воїнів та робітників вже на шостий день станція приймала і відправляла поїзди. На одинадцятий день приступили до ремонту паровозів і вагонів. Незабаром почали працювати пошта, млин, маслозавод, 2 пекарні, їдальня. Місто дістало воду. Жителі розчищали вулиці, ремонтували будинки. Особливо відзначилися на відбудовних роботах жіночі бригади. Споруджувалися нові будинки, в першу чергу — для залізничників. Навколо залізничної станції почав формуватися житловий мікрорайон, який згодом назвали «Ковелем-2», або «другим Ковелем».
2 серпня 1944 року відновив свою діяльність міськвиконком. Першим його головою призначили Федора Дубницького, секретарем — Івана Мілаша. У складі комітету налічувалося п'ятеро чоловік. Першою його постановою від 25 липня було «Про реєстрацію населення м. Ковеля». Із січня 1945 р. головою міськвиконкому став Федір Уткін. Налагоджувалися торгівля, громадське харчування, побутове обслуговування мешканців. Тут почали діяти промкомбінат з цехами по обробці шкіри, ковбасним і шевським та артіль «Прогрес». В цей час населення міста становило 3245 чоловік.
Проводилася заготівля палива, насамперед для шкіл, лікарень та їдалень. Станом на 10 лютого 1945 року, були відбудовані ще 2 школи, де почало навчатися 867 дітей, поліклініку, лікарню, аптеку, санепідстанцію тощо. Успішно завершувалася відбудова залізничного вузла. Залізничники здали до експлуатації понад 200 кілометрів колії, спорудили через річку Турію 2 мости, відремонтували понад 230 вагонів, організували промивальний ремонт паровозів, відбудували допоміжні цехи. Стали до ладу електростанція і водокачка.
І владі, і людям доводилось працювати в екстремальних умовах повоєнного часу. Повільно, але наполегливо населення долало труднощі, повертало до життя сплюндроване ворогами місто. У листопаді 1946 року в експлуатацію здали вагонне депо, в 1947 році — паровозне. Відновив роботу цегельний завод (випускав 750 тисяч штук цегли на рік), стали до ладу держмлин № 36, птахокомбінат, залізнична електростанція. На базі майстерні індпошиву одягу запрацювала швейна фабрика, яка згодом перетворилася у велике промислове підприємство.
У 1947 році в Ковелі налічувалося 3 лікарні, пологовий будинок, 2 санепідемстанції, 2 дитячих ясел, дитячо-жіноча консультація, 3 аптеки, протималярійна станція, молочна кухня, пункт швидкої медичної допомоги, 2 рентгенологічні кабінети. В медичних закладах міста працювало 20 лікарів. Діяли 2 середні і 5 неповних середніх шкіл, в яких навчалося понад 2,5 тис. учнів, 2 середні школи робітничої молоді, де здобували освіту 200 учнів, і школа фабрично-заводського навчання (ФЗН). Відкрито також школу медичних сестер. Крім того, тут працювали 249 гуртків для ліквідації неписьменності і малописьменності серед дорослого населення. Відбудовано кінотеатр, впорядковано клуб залізничників. При клубі створили бібліотеку, яка мала близько 3 тисяч примірників. Для жителів міста відкрили ще 3 бібліотеки — міську, профспілкову і дитячу, книжковий фонд яких становив близько 12 тисяч примірників.
21 грудня 1947 року відбулися перші післявоєнні вибори до міської Ради депутатів трудящих, а 3 січня 1948 р. відбулась її перша сесія. Головою депутати, яких було 116 чоловік, обрали Федора Уткіна, його заступником — Івана Мілаша, секретарем — Олексія Сачова, створили 9 постійних комісій і 11 відділів виконавчого комітету.
В 1951 році здано до експлуатації нове приміщення залізничного вокзалу. У 1955 році в пекарні харчокомбінату було встановлено першу механічну піч, через деякий час — ще дві. У 1957 році було закінчено будівництво і став до ладу льонозавод.
Поступово формувалися промислові і житлові мікрорайони міста. На колишніх руїнах виростали корпуси заводів і фабрик, багатоквартирні будинки. В кінці п'ятдесятих років у Ковелі почав курсувати перший автобус за маршрутом «Горка — птахокомбінат». Цей маршрут і тепер носить перший номер.
Широко розгорнувся рух раціоналізаторів та винахідників. Ковельські залізничники за 10 місяців 1957 року провели 2398 великовагових поїздів, перевезли понад план 1 мільйон тонн вантажів. Протягом першої половини 1957 року на залізничному вузлі було подано понад 160 раціоналізаторських пропозицій. З них 115 запровадили у виробництво, що дало річний економічний ефект у сумі 80 тисяч карбованців. За високі виробничі показники працівники вузла С. І. Анісімов, І. П. Полуянов, І. Т. Єлізаров, Т. М. Карпов, Г. X. Магардичан, Ф. П. Дікмаров були удостоєні ордена Леніна. Раціоналізатори-швейники подали 52 раціоналізаторські пропозиції, запровадження яких у виробництво дало економію в сумі 776,7 тисяч карбованців.
Навколо залізничної станції концентрувалися з основному залізничні підприємства, в кінці вулиць Ватутіна і Брестської — промислові, Володимирської — автомобільні. Першим житловим масивом шістдесятих років став мікрорайон «Черемушки», як його назвали місцеві жителі. Тут швидкими темпами споруджували п'ятиповерхові будинки, які дозволили значно поліпшити умови проживання сотень сімей ковельчан.
Промисловість Ковеля досягла нових успіхів. У 1959 році на швейній фабриці було запроваджено метод беззалишкового розкрою тканин, що дало 1105 тисяч карбованців економії, а в паровозному депо — модернізовано існуюче і встановлено багато нового обладнання, запроваджено 180 одиниць малої механізації, внаслідок чого середній та підйомний ремонт збільшився на 2 паровози, промивальний — на 16 паровозів за місяць, що дало економічний ефект у сумі 374,8 тисяч карбованців на рік. У вагонному депо кожний другий робітник став раціоналізатором. У 1959 році приріст промислового виробництва у порівнянні з 1958 роком становив 14,5 %. У 1960 році став до ладу деревообробний комбінат, який виготовляв продукції на 665 тисяч карбованців на рік. У 1963 році почав давати продукцію завод збірного залізобетону. У 1964 році зведено було критий ринок, дитячий комбінат на 140 місць, ресторан, введено в дію першу чергу каналізаційної системи, розпочато роботи по газифікації міста та розширенню міського водопроводу.
У 1965 році в експлуатацію було здано широкоекранний кінотеатр імені Лесі Українки, баннопральний комбінат, фабрика механізованого ремонту взуття, холодильник, провели реконструкцію льонозаводу. Всього за 1959–1965 роки в місті було споруджено 5 промислових підприємств, 11 торговельних і комунально-побутових закладів, здано до експлуатації 35,3 тисяч квадратних метрів житлової площі.
Якщо в 1965 році промислові підприємства міста випустили продукції на 13,4 мільйонів карбованців, то в 1968 році — на 37,1 мільйонів карбованців, тобто у 2,8 раза більше. За цей же час число працівників, зайнятих на них, зросло в 1,5 раза. Значно збільшилися виробничі потужності заводу збірного залізобетону, який щорічно випускає продукції майже на 1 мільйон карбованців. Щороку зростає виробництво на деревообробному комбінаті. Колектив, що налічує 700 працівників, дає щорічно продукції на 3 мільйона карбованців. У 1968 році, порівняно з 1958-м, подвоїла випуск продукції швейна фабрика. У 1958–1968 рр. було споруджено і введено в дію сирзавод, крохмальний завод, лукомеліоративну станцію, друкарню, вузол зв'язку. Ковель став значним промисловим центром Волинської області. У 1966 році в місті за рішенням Ради міністрів СРСР почалося будівництво заводу сільськогосподарських машин для тваринницьких ферм.
У шістдесятих роках було здано новий ресторан «Турія», закладено міський парк. Велося будівництво нових шкіл, дитячих садків, міської центральної лікарні.
Колектив локомотивного депо пишався такими майстрами водіння великовагових поїздів, як В. Г. Підляський, В. О. Грудаков, Л. Я. Усов, Є. С. Грушко, М. І. Зайцев, В. В. Романенко, В. А. Балуєв та інші. В 1968 році машиністи депо провели 6646 великовагових поїздів, якими перевезли 3,7 мільйона тонн понадпланових вантажів, заощадили 2432 тонни твердого і 231 тонну рідкого палива. Колектив вагонного депо реконструював своє підприємство, запровадив принципово новин потоковоконвейєрний метод ремонту вагонів.
Держава високо оцінила самовіддану працю трудівників Ковеля. Найкращі з них були відзначені урядовими нагородами. Звання Героя Соціалістичної Праці присвоєно маневровому диспетчеру станції Ковель В. П. Бешті. Машиністи локомотивного депо П. А. Коваленко, В. І. Винокуров, начальник поїзда О. В. Матяжев, черговий Л. Й. Федоров були удостоєні ордена Леніна. Орденом Трудового Червоного Прапора відзначені бригадир полірувального цеху деревообробного комбінату В. П. Мінчук, працівник маслозаводу О. І. Грацонь та інші.
У 1967 році споруджено новий міст через річку Турію, на вулицях і в парках висаджено тисячі дерев. Особливо широкого розмаху набуло житлове будівництво. В місті зросли цілі квартали з новими багатоквартирними будинками. Щороку тут вводилося в дію в середньому 7-8 тисяч квадратних метрів житлової площі. В 1968 році було здано до експлуатації 6 житлових будинків загальною площею понад 10 тисяч квадратних метрів. Більш ніж 70 будинків спорудили індивідуальні забудовники. До послуг ковельчан було понад 100 магазинів, кіосків, буфетів і їдалень, майстерень побутового обслуговування. Про розвиток економіки і культури міста, підвищення добробуту ковельчан яскраво свідчить зростання міського бюджету. Якщо в 1964 році він становив 2 мільйона 525 тисяч карбованців, то у 1968 році — вже 3 мільйона 105,3 тисяч карбованців, в тому числі на освіту було виділено 1 мільйон 188,2 тисяч карбованців, на охорону здоров'я — 1 мільйон 255,4 тисяч карбованців.
Збільшення державних асигнувань на соціально-культурні потреби зумовило дальше розширення мережі лікувальних закладів. Ще у 1961 році було завершено будівництво 2 нових лікарень. Крім того, населення обслуговували 3 поліклініки, онкологічний, шкірно-венерологічний і протитуберкульозний диспансери, дитяча лікарня, пологовий будинок, 2 санепідстанції та інші лікувальні заклади. В 1968 році в них працювало 119 лікарів і 470 чоловік середнього медперсоналу. Пункти охорони здоров'я створено в локомотивному і вагонному депо, а також на ряді інших підприємств.
Великих успіхів досягнуто в розвитку народної освіти. За післявоєнні роки у Ковелі було споруджено нові приміщення шкіл зі спортивними залами і майданчиками. В 1968 році відкрили ще одну школу на 964 місця. В 1968/69 навчальному році в місті було 12 шкіл, 4 бібліотеки з книжковим фондом близько 100 тисяч примірників. Вони обслуговували понад 8 тисяч читачів. Крім того, функціонували 4 бібліотеки на підприємствах, книжковий фонд яких дорівнював близько 20 тисяч примірників. Осередком культурно-освітньої роботи був Будинок культури на 650 місць. При ньому працювали гуртки художньої самодіяльності. Значну роботу проводить клуб залізничників.
В місті було 5 кінотеатрів, з них 2 широкоекранні, дитячий і 2 літні, для любителів спорту — 2 стадіони, спортзал, водна станція, юнацька спортивна школа.
Сімдесяті роки ще більше змінили обличчя Ковеля. Запрацювали сироробний і крохмальний заводи, м'ясокомбінат. У 1972 році видав першу продукцію «Ковельсільмаш». Паралельно йшло будівництво професійно-технічного училища, житлового мікрорайону, інших об'єктів соціально-культурного призначення.
Повоєнне життя ковельчан, як і решти населення країни, теж не було ні простим, ні легким. Поряд з безперечним розвитком окремих галузей народного господарства, недостатньо задовольнялися торговельні, побутові запити трудящих, низькими були продуктивність праці, ефективність виробництва.
В умовах командно-адміністративної системи, за якої КПРС була «політичним ядром радянського суспільства», органи місцевої влади діяли під безпосереднім контролем партійних комітетів. Жодне важливе питання практично не можна було вирішити без погодження із бюро, секретарями міського й районного комітетів партії.
В Ковелі впродовж всього післявоєнного часу діяв міський комітет партії. Він здійснював добір і розстановку кадрів, займався практичною реалізацією рішень вищестоящих партійних органів, безпосередньо керував роботою міської Ради, де постійно діяла партійна група.
В кінцевому підсумку командно-адміністративна система виявилася нежиттєздатною. В умовах перебудови, яка була започаткована після смерті трьох генеральних секретарів ЦК КПРС поспіль — Леоніда Брежнєва, Юрія Андропова, Костянтина Черненка, до влади прийшов Михайло Горбачов. Проголошений ним реформаторський курс виявився згубним для КПРС. Наприкінці 80-х — на початку 90-х років демократичні зміни призвели цю партію до втрати влади.